# Nederlandse kampioenschappen baanwielrennen
De Nederlandse kampioenschappen baanwielrennen zijn een reeks wedstrijden om te bepalen wie Nederlands kampioen wordt in de verschillende onderdelen van het baanwielrennen. De wedstrijden worden jaarlijks door de Koninklijke Nederlandsche Wielren Unie georganiseerd in diverse categorieën. Soms worden alle categorieën in hetzelfde toernooi verreden, maar soms wordt het toernooi opgesplitst.

## Disciplines
Niet elke discipline is in het verleden elk jaar georganiseerd.
| Discipline                | Mannen               | Vrouwen                   |
| ------------------------- | -------------------- | ------------------------- |
| Sprint                    | Sprint mannen        | Sprint vrouwen            |
| Individuele achtervolging | Achtervolging mannen | Achtervolging vrouwen     |
| Puntenkoers               | Puntenrace mannen    | Puntenrace vrouwen        |
| Scratch                   | Scratch mannen       | Scratch vrouwen           |
| Keirin                    | Keirin mannen        | Keirin vrouwen            |
| Tijdrit                   | Tijdrit 1 km mannen  | Tijdrit 500 meter vrouwen |
| Omnium                    | Omnium mannen        | Omnium vrouwen            |
| Madison                   | Madison mannen       | Madison vrouwen           |
| Afvalkoers                | Afvalkoers mannen    | Afvalkoers vrouwen        |

## Recente edities
| Jaar | Datum                              | Stad                               | Velodroom                          | Disciplines                                                                       |
| ---- | ---------------------------------- | ---------------------------------- | ---------------------------------- | --------------------------------------------------------------------------------- |
| 2024 | 20 februari                        | Alkmaar                            | Sportpaleis Alkmaar                | Stayeren                                                                          |
| 2024 | 9 november                         | Amsterdam                          | Velodrome Amsterdam                | 50 km                                                                             |
| 2024 | 17 november                        | Apeldoorn                          | Omnisport Apeldoorn                | Ploegenachtervolging, teamsprint                                                  |
| 2024 | 7 december                         | Alkmaar                            | Sportpaleis Alkmaar                | Derny                                                                             |
| 2024 | 22 december                        | Alkmaar                            | Sportpaleis Alkmaar                | Omnium                                                                            |
| 2024 | 27-29 december                     | Apeldoorn                          | Omnisport Apeldoorn                | Sprint, achtervolging, puntenkoers, scratch, keirin, tijdrit, madison, afvalkoers |
| 2023 | 28 februari                        | Alkmaar                            | Sportpaleis Alkmaar                | Stayeren                                                                          |
| 2023 | 19 november                        | Apeldoorn                          | Omnisport Apeldoorn                | Ploegenachtervolging, teamsprint                                                  |
| 2023 | 26 november                        | Apeldoorn                          | Omnisport Apeldoorn                | Omnium                                                                            |
| 2023 | 27-29 december                     | Apeldoorn                          | Omnisport Apeldoorn                | Sprint, achtervolging, puntenkoers, scratch, keirin, tijdrit, madison, afvalkoers |
| 2022 | 3 december                         | Amsterdam                          | Velodrome Amsterdam                | 50 km                                                                             |
| 2022 | 17 december                        | Apeldoorn                          | Omnisport Apeldoorn                | Omnium                                                                            |
| 2022 | 24 december                        | Apeldoorn                          | Omnisport Apeldoorn                | Ploegenachtervolging, teamsprint                                                  |
| 2022 | 27-29 december                     | Apeldoorn                          | Omnisport Apeldoorn                | Sprint, achtervolging, puntenkoers, scratch, keirin, tijdrit, madison, afvalkoers |
| 2021 | 27-29 december                     | Apeldoorn                          | Omnisport Apeldoorn                | Sprint, achtervolging, puntenkoers, scratch, keirin, tijdrit, madison, afvalkoers |
| 2020 | geannuleerd vanwege coronapandemie | geannuleerd vanwege coronapandemie | geannuleerd vanwege coronapandemie | geannuleerd vanwege coronapandemie                                                |
| 2019 | 24 november                        | Apeldoorn                          | Omnisport Apeldoorn                | Ploegenachtervolging, teamsprint                                                  |
| 2019 | 8 december                         | Apeldoorn                          | Omnisport Apeldoorn                | Derny                                                                             |
| 2019 | 21 december                        | Amsterdam                          | Velodrome Amsterdam                | 50 km                                                                             |
| 2019 | 22 december                        | Apeldoorn                          | Omnisport Apeldoorn                | Omnium                                                                            |
| 2019 | 27-29 december                     | Alkmaar                            | Sportpaleis Alkmaar                | Sprint, achtervolging, puntenkoers, scratch, keirin, tijdrit, madison             |
| 2018 | 2 december                         | Alkmaar                            | Sportpaleis Alkmaar                | Omnium                                                                            |
| 2018 | 15 december                        | Alkmaar                            | Sportpaleis Alkmaar                | Derny                                                                             |
| 2018 | 27-30 december                     | Apeldoorn                          | Omnisport Apeldoorn                | Sprint, achtervolging, puntenkoers, scratch, keirin, tijdrit, madison             |
| 2017 | 23 december                        | Apeldoorn                          | Omnisport Apeldoorn                | Omnium                                                                            |
| 2017 | 27-29 december                     | Alkmaar                            | Sportpaleis Alkmaar                | Sprint, achtervolging, puntenkoers, scratch, keirin, tijdrit, madison             |
| 2016 | 16-18 december                     | Apeldoorn                          | Omnisport Apeldoorn                | Sprint, achtervolging, puntenkoers, scratch, keirin, tijdrit, madison             |
| 2015 | 20-29 december                     | Alkmaar                            | Sportpaleis Alkmaar                | Sprint, achtervolging, puntenkoers, scratch, keirin, tijdrit, madison             |
| 2014 | 27-29 december                     | Apeldoorn                          | Omnisport Apeldoorn                | Sprint, achtervolging, puntenkoers, scratch, keirin, tijdrit, madison             |
| 2013 | 27-30 december                     | Apeldoorn                          | Omnisport Apeldoorn                | Sprint, achtervolging, puntenkoers, scratch, keirin, tijdrit, madison             |
| 2012 | 28-29 januari                      | Alkmaar                            | Sportpaleis Alkmaar                | Omnium                                                                            |
| 2012 | 27-30 december                     | Apeldoorn                          | Omnisport Apeldoorn                | Sprint, achtervolging, puntenkoers, scratch, keirin, tijdrit, madison             |
| 2011 | 5-6 maart                          | Alkmaar                            | Sportpaleis Alkmaar                | Omnium                                                                            |
| 2011 | 27-30 december                     | Apeldoorn                          | Omnisport Apeldoorn                | Sprint, achtervolging, puntenkoers, scratch, keirin, tijdrit, madison             |
| 2010 | 7 februari                         | Alkmaar                            | Sportpaleis Alkmaar                | Omnium                                                                            |
| 2010 | 16 oktober                         | Alkmaar                            | Sportpaleis Alkmaar                | Madison                                                                           |
| 2010 | 28-30 december                     | Apeldoorn                          | Omnisport Apeldoorn                | Sprint, achtervolging, puntenkoers, scratch, keirin, tijdrit                      |
| 2009 | 9-11 oktober                       | Alkmaar                            | Sportpaleis Alkmaar                | Achtervolging, puntenkoers, scratch, madison                                      |
| 2009 | 28-30 december                     | Apeldoorn                          | Omnisport Apeldoorn                | Sprint, keirin, tijdrit                                                           |
| 2008 | 27-30 december                     | Apeldoorn                          | Omnisport Apeldoorn                | Sprint, achtervolging, puntenkoers, scratch, keirin, tijdrit, madison (mannen)    |
| 2007 | 27-30 december                     | Alkmaar                            | Sportpaleis Alkmaar                | Sprint, achtervolging, puntenkoers, scratch, keirin, tijdrit, madison (mannen)    |
| 2006 | 28-30 december                     | Alkmaar                            | Sportpaleis Alkmaar                | Sprint, achtervolging, puntenkoers, scratch, keirin, tijdrit, madison (mannen)    |
| 2005 | 16-18 december                     | Amsterdam                          | Velodrome Amsterdam                | Sprint, achtervolging, puntenkoers, scratch, keirin, tijdrit                      |

## Resultaten
| Type   | Onderdeel                 | Type    | Onderdeel                 |
| ------ | ------------------------- | ------- | ------------------------- |
| Mannen | Keirin                    | Vrouwen | Keirin                    |
| Mannen | 1 km tijdrit              | Vrouwen | 500 m tijdrit             |
| Mannen | Sprint individueel        | Vrouwen | Sprint individueel        |
| Mannen | Teamsprint                | Vrouwen | Teamsprint                |
| Mannen | Individuele achtervolging | Vrouwen | Individuele achtervolging |
| Mannen | Ploegenachtervolging      | Vrouwen | Ploegenachtervolging      |
| Mannen | Puntenkoers               | Vrouwen | Puntenkoers               |
| Mannen | Scratch                   | Vrouwen | Scratch                   |
| Mannen | Koppelkoers               | Vrouwen | Koppelkoers               |
| Mannen | Omnium                    | Vrouwen | Omnium                    |
| Mannen | Afvalkoers                | Vrouwen | Afvalkoers                |
| Mannen | 50 km                     | Vrouwen | 50 km                     |
| Mannen | Derny                     | Vrouwen | Derny                     |
| Mannen | Stayeren                  | Vrouwen | Stayeren                  |
| Mannen | Tandem (voormalig)        | Vrouwen |                           |

## Erelijst mannen

### 50 km
| Jaar               | Winnaar                            | Tweede                             | Derde                              |
| ------------------ | ---------------------------------- | ---------------------------------- | ---------------------------------- |
| 1899               | Koos van der Knoop                 | Willem Mulder                      | Gustaf Schilling                   |
| 1900               | Koos van der Knoop                 | J. Visscher                        | A. Durenkamp                       |
| 1901               | Piet Dickentman                    | Jan van de Tuyn                    | J. Visscher                        |
| 1902               | Jan van de Tuyn                    | Jan Verhoeff                       | Jac. Smout                         |
| 1903               | Piet Dickentman                    | Kobus Vrouwes                      |                                    |
| 1904               | Piet Dickentman                    | Kobus Vrouwes                      |                                    |
| 1907               | Bertus Waterreus                   | H.A. De Roos                       | Adriaan de Bruin                   |
| 1908               | Bertus Waterreus                   | Piet van Nek                       | Jan van Gent                       |
| 1911               | Piet van der Wiel                  | George Damen                       | Krijn Schippers                    |
| 1912               | Piet van der Wiel                  | Louis Didier                       | Piet van de Schee                  |
| 1913               | Piet van Nek                       | Piet Dickentman                    | Anton Timmermans                   |
| 1914               | John Stol                          | Jan de Crasto                      | Piet Straat                        |
| 1915               | Piet Straat                        | Jorinus van der Wiel               | Henk Franssen                      |
| 1916               | Jan de Crasto                      | Cees Erkelens                      | Henk Franssen                      |
| 1917               | Gerard Leene                       | Jorinus van der Wiel               | Piet Moeskops                      |
| 1918               | Willem Van Duyn                    | Jan de Vries                       | C. van Dam                         |
| 1919               | Klaas van Nek                      | Jan de Crasto                      | Piet Straat                        |
| 1920               | Piet Aandewiel                     | Cees Erkelens                      | Willem Stuy                        |
| 1923               | Klaas van Nek                      | Cor Bakker                         | Piet Straat                        |
| 1927               | Klaas van Nek                      | Leo Leene                          | Ko Willems                         |
| 1928               | Tinus van der Wulp                 | Cor Bakker                         | E.B. Picavet                       |
| 1929               | Piet van Kempen                    | Bram Ranschaert                    | Rein Brilman                       |
| 1930               | Jan Pijnenburg                     | Klaas van Nek                      | Sam Hoevens                        |
| 1931               | Jan Pijnenburg                     |                                    |                                    |
| 1942               | Gerrit Schulte                     | Ben van de Voort                   | Aad van Amsterdam                  |
| 1943               | Gerrit Schulte                     | Cor de Best                        | Aad van Amsterdam                  |
| 1944               | Gerrit Schulte                     | Gerrit Boeijen                     | Henk Ooms                          |
| 1945               | Ben van de Voort                   | Henk Ooms                          | Kees Pellenaars                    |
| 1946               | Arie van Vliet                     | Ben Remkes                         | Gerard Peters                      |
| 1947               | Arie Vooren                        | Kees Pellenaars                    | Jan Derksen                        |
| 1948               | Theo Middelkamp                    | Cor de Best                        | Arie Vooren                        |
| 1949               | Gerard Peters                      | Cor de Best                        | Arie Vooren                        |
| 1950               | Theo Middelkamp                    | Gerrit Schulte                     | Gerard van Beek                    |
| 1951               | Henk Faanhof                       | Cor Bijster                        | Gerard Peters                      |
| 1952               | Hub Vinken                         | Jan Derksen                        | Cor Bijster                        |
| 1953               | Gerrit Voorting                    | Harrie van der Kamp                | Wim van Est                        |
| 1954               | Jan Derksen                        | Cor Bijster                        | Henk Faanhof                       |
| 1955               | Arie van Vliet                     | Jan Hijzelendoorn                  | Cor Bijster                        |
| 1969               | René Pijnen                        | Leen Poortvliet                    | Jan van der Horst                  |
| 1970               | Gerard Koel                        | Cees Zoontjens                     | Jan van Katwijk                    |
| 1971               | Peter Post                         | Piet Hoekstra                      | Leo Duyndam                        |
| 1972               | Piet de Wit                        | Gerard Koel                        | Gerben Karstens                    |
| 1973               | René Pijnen                        | Gerard Koel                        | Cees Priem                         |
| 1974               | Jos van Beers                      | Harm Ottenbros                     | Gerrie Fens                        |
| 1975               | Roy Schuiten                       | Cees Bal                           | Gerrie Fens                        |
| 1976               | Theo Smit                          | Gerrie Knetemann                   | Harm Ottenbros                     |
| 1977               | Jan Huisjes                        | René Pijnen                        | Gerard Kamper                      |
| 1978               | Kees Bal                           | Co Hoogendoorn                     | Herman Ponsteen                    |
| 1979               | Frits Pirard                       | Hans Langerijs                     | Aad van den Hoek                   |
| 1980               | Herman Ponsteen                    | Jan Hordijk                        | Theo Smit                          |
| 1996               | Matthé Pronk                       | Richard Rozendaal                  | Matthijs van Bon                   |
| 1997               | Robert Slippens                    | Michael van der Wolf               | Patrick de Boer                    |
| 1998               | Peter Pieters                      | Matthijs van Bon                   | Robert Slippens                    |
| 1999               | Jens Mouris                        | Peter Schep                        | John den Braber                    |
| 2000               | Robert Slippens                    | Wilco Zuijderwijk                  | Danny Stam                         |
| 2001               | Wilco Zuijderwijk                  | Danny Stam                         | Ton Slippens                       |
| 2002               | Francis de Jager                   | Ton Slippens                       | Dennis Raadtgever                  |
| 2003               | Kevin Sluimer                      | Niki Terpstra                      | Dennis Raadtgever                  |
| 2004               | Niki Terpstra                      | Dennis Raadtgever                  | Wilco Zuijderwijk                  |
| 2005               | Niki Terpstra                      | Danny Stam                         | Robert Slippens                    |
| 2006               | Pim Ligthart                       | Niels Pieters                      | Jorrit Walgien                     |
| 2007               | Geert-jan Jonkman                  | Pim Ligthart                       | Arno van der Zwet                  |
| 2009 (31 januari)  | Roy Pieters                        | Geert-Jan Jonkman                  | Arne Hassink                       |
| 2009 (7 november)  | Ismaël Kip                         | Michael Vingerling                 | Peter Schep                        |
| 2011 (25 februari) | Didier Caspers                     | Michael Vingerling                 | Geert-Jan Jonkman                  |
| 2011 (20 november) | Wim Stroetinga                     | Tim Veldt                          | Jeff Vermeulen                     |
| 2012               | Nick Stöpler                       | Jesper Asselman                    | Jeff Vermeulen                     |
| 2013               | Didier Caspers                     | Patrick Kos                        | Melvin van Zijl                    |
| 2014               | Yoeri Havik                        | Jesper Asselman                    | Nick Stöpler                       |
| 2015               | Rick Mensink                       | Martijn Tusveld                    | Michael Vingerling                 |
| 2016               | Yoeri Havik                        | Roy Pieters                        | Raymond Kreder                     |
| 2017               | Mel van der Veekens                | Arjen Arentsen                     | Raymond Kreder                     |
| 2018               | Ryan Schilt                        | Casper van Uden                    | Raymond Kreder                     |
| 2019               | Jan-Willem van Schip               | Ryan Schilt                        | Martijn Tusveld                    |
| 2020               | geannuleerd vanwege coronapandemie | geannuleerd vanwege coronapandemie | geannuleerd vanwege coronapandemie |
| 2021               | geannuleerd vanwege coronapandemie | geannuleerd vanwege coronapandemie | geannuleerd vanwege coronapandemie |
| 2022               | Sten Verzijl                       | Glenn van Nierop                   | Serginho Wilshaus                  |
| 2023               | Donny Hoogschagen                  | Jesper Dijksman                    | Sten Verzijl                       |
| 2024               | Rik van der Wal                    | Sten Verzijl                       | Etienne van Empel                  |

### Achtervolging
| Jaar | Winnaar                            | Tweede                             | Derde                              |
| ---- | ---------------------------------- | ---------------------------------- | ---------------------------------- |
| 1935 | Jan Pijnenburg                     | Jan van der Horst                  | Frans Slaats                       |
| 1936 | Jan Pijnenburg                     | Joep Savelsberg                    | Kees Pellenaars                    |
| 1937 | Frans Slaats                       | Jan Pijnenburg                     | Kees Pellenaars                    |
| 1938 | Jan Pijnenburg                     | Detmer Klink                       | Groenewegen                        |
| 1939 | Detmer Klink                       | Groenewegen                        | Jan Pijnenburg                     |
| 1940 | Gerrit Schulte                     | Ben van der Voort                  | Jacques van Egmond                 |
| 1941 | Ben van der Voort                  | Groenewegen                        | Detmer Klink                       |
| 1942 | Gerrit Schulte                     | Ben van der Voort                  | Gerard Peters                      |
| 1943 | Gerrit Schulte                     | Ben van der Voort                  | Piet Evers                         |
| 1944 | Gerrit Schulte                     | Jan Pronk                          | Piet Evers                         |
| 1945 | Gerrit Schulte                     | Gerard Peters                      | M. de Ruiter                       |
| 1946 | Gerard Peters                      | Gerrit Schulte                     | Piet Evers                         |
| 1947 | Gerrit Schulte                     | Gerard Peters                      | Piet Evers                         |
| 1948 | Gerrit Schulte                     | Gerard van Beek                    | Gerard Peters                      |
| 1949 | Wim van Est                        | Gerard van Beek                    | Gerard Peters                      |
| 1950 | Gerrit Schulte                     | Wim van Est                        | Gerard van Beek                    |
| 1951 | Gerrit Schulte                     | Wim van Est                        | Jan Derksen                        |
| 1952 | Wim van Est                        | Jan Derksen                        | Harrie van der Kamp                |
| 1953 | Wim van Est                        | Adri Voorting                      | Gerard Peters                      |
| 1954 | Adri Voorting                      | Jan Plantaz                        | Patsy Willekes                     |
| 1955 | Wim van Est                        | Daan de Groot                      | Gerrit Voorting                    |
| 1956 | Daan de Groot                      | Peter Post                         | Jan Plantaz                        |
| 1957 | Peter Post                         | Daan de Groot                      | Jan Plantaz                        |
| 1958 | Peter Post                         | Ab Geldermans                      | Piet van Est                       |
| 1959 | Peter Post                         | Harry Molenijzer                   | Daan de Groot                      |
| 1960 | Peter Post                         | Daan de Groot                      | Bas Maliepaard                     |
| 1961 | Peter Post                         | Daan de Groot                      | Jan Plantaz                        |
| 1962 | Henk Nijdam                        | Peter Post                         | Piet Steenvoorden                  |
| 1963 | Peter Post                         | Piet van Est                       | Ad Biemans                         |
| 1964 | Henk Nijdam                        | Huub Zilverberg                    | Piet Steenvoorden                  |
| 1965 | Henk Nijdam                        | Jaap Oudkerk                       | Gerben Karstens                    |
| 1966 | Henk Nijdam                        | Jan Schröder                       | Bart Zoet                          |
| 1967 | Tiemen Groen                       | Jan Schröder                       | Jaap Oudkerk                       |
| 1968 | Leo Duyndam                        | Gert Bongers                       | Cor Schuuring                      |
| 1969 | Gert Bongers                       | Peter Post                         | Rini Wagtmans                      |
| 1970 | Leo Duyndam                        | Piet Hoekstra                      | Gerard Vianen                      |
| 1971 | Ben Janbroers                      | Piet Hoekstra                      | Harrie Jansen                      |
| 1972 | Jaap Oudkerk                       | Henk Benjamins                     | Harry van Leeuwen                  |
| 1973 | René Pijnen                        | Cees Priem                         | Ben Janbroers                      |
| 1974 | Roy Schuiten                       | René Pijnen                        | Gerard Kamper                      |
| 1975 | Roy Schuiten                       | René Pijnen                        | Gerard Kamper                      |
| 1976 | Roy Schuiten                       | André Gevers                       | Wil van Helvoirt                   |
| 1977 | Roy Schuiten                       | Aad van den Hoek                   | André Gevers                       |
| 1978 | Roy Schuiten                       | Herman Ponsteen                    | Herman Smit                        |
| 1979 | Jos Lammertink                     | Dick van Egmond                    | Gerrit Möhlmann                    |
| 1980 | Roy Schuiten                       | Herman Ponsteen                    | Jan Hordijk                        |
| 1981 | Bert Oosterbosch                   | Roy Schuiten                       | Jos Lammertink                     |
| 1982 | Herman Ponsteen                    | Jan Jonkers                        | René Koppert                       |
| 1983 | Bert Oosterbosch                   | Johan Lammerts                     | Jos Lammertink                     |
| 1984 | Bert Oosterbosch                   | Gerrie Knetemann                   | Jos Lammertink                     |
| 1985 | Jelle Nijdam                       | Peter Pieters                      | Hennie Rovers                      |
| 1994 | Peter Pieters                      | Jelle Nijdam                       | Richard Rozendaal                  |
| 1995 | Peter Pieters                      | Jarich Bakker                      | Richard Rozendaal                  |
| 1996 | Peter Pieters                      | Jarich Bakker                      | Wilco Zuijderwijk                  |
| 1997 | Richard Rozendaal                  | Marco Vermey                       | Ruud van Dorst                     |
| 1998 | Robert Slippens                    | Peter Pieters                      | Paul van Schalen                   |
| 1999 | Wilco Zuijderwijk                  | Paul van Schalen                   | Robert Slippens                    |
| 2000 | Robert Slippens                    | Wilco Zuijderwijk                  | Peter Schep                        |
| 2001 | Robert Slippens                    | Wilco Zuijderwijk                  | Peter Schep                        |
| 2002 | Robert Slippens                    | Jens Mouris                        | Wilco Zuijderwijk                  |
| 2003 | Levi Heimans                       | Jos Pronk                          | Thomas Dekker                      |
| 2004 | Jens Mouris                        | Robert Slippens                    | Levi Heimans                       |
| 2005 | Niki Terpstra                      | Levi Heimans                       | Geert-Jan Jonkman                  |
| 2006 | Niki Terpstra                      | Eelke van der Wal                  | Jenning Huizenga                   |
| 2007 | Jenning Huizenga                   | Jens Mouris                        | Wim Stroetinga                     |
| 2008 | Wim Stroetinga                     | Jens Mouris                        | Levi Heimans                       |
| 2009 | Levi Heimans                       | Jeff Vermeulen                     | Tim Veldt                          |
| 2010 | Tim Veldt                          | Levi Heimans                       | Roy Pieters                        |
| 2011 | Jenning Huizenga                   | Levi Heimans                       | Michael Vingerling                 |
| 2012 | Jenning Huizenga                   | Tim Veldt                          | Dion Beukeboom                     |
| 2013 | Jenning Huizenga                   | Dion Beukeboom                     | Didier Caspers                     |
| 2014 | Dion Beukeboom                     | Nick Stöpler                       | Roy Pieters                        |
| 2015 | Wim Stroetinga                     | Jenning Huizenga                   | Roy Pieters                        |
| 2016 | Dion Beukeboom                     | Milan Broer                        | Rens Tulner                        |
| 2017 | Dion Beukeboom                     | Roy Eefting                        | Daan Hoole                         |
| 2018 | Joost van der Burg                 | Koen Bouwman                       | Ryan Schilt                        |
| 2019 | Maikel Zijlaard                    | Koen Bouwman                       | Enzo Leijnse                       |
| 2020 | geannuleerd vanwege coronapandemie | geannuleerd vanwege coronapandemie | geannuleerd vanwege coronapandemie |
| 2021 | Brian Megens                       | Maikel Zijlaard                    | Patrick Bos                        |
| 2022 | Brian Megens                       | Wessel Mouris                      | Cesar Beilo                        |
| 2023 | Brian Megens                       | Patrick Bos                        | Cesar Beilo                        |
| 2024 | Brian Megens                       | Elmar Abma                         | Rik van der Wal                    |

### Afvalkoers
| Jaar | Winnaar          | Tweede          | Derde                |
| ---- | ---------------- | --------------- | -------------------- |
| 2021 | Yoeri Havik      | Yanne Dorenbos  | Vincent Hoppezak     |
| 2022 | Matthijs Büchli  | Philip Heijnen  | Sten Verzijl         |
| 2023 | Vincent Hoppezak | Maikel Zijlaard | Jan Willem van Schip |
| 2024 | Maikel Zijlaard  | Yanne Dorenbos  | Vincent Hoppezak     |

### Derny
| Jaar              | Winnaar                            | Tweede                             | Derde                              |
| ----------------- | ---------------------------------- | ---------------------------------- | ---------------------------------- |
| 1996              | Danny Stam                         | Matthijs van Bon                   | Marcel van der Vliet               |
| 1997              | Robert Slippens                    | Patrick de Boer                    | Richard Rozendaal                  |
| 1998              | Robert Slippens                    | Peter Pieters                      | Danny Stam                         |
| 1999              | Robert Slippens                    | Patrick Kops                       | Matthijs van Bon                   |
| 2000              | Patrick Kops                       | Robert Slippens                    | Danny Stam                         |
| 2001              | Patrick Kops                       | Francis de Jager                   | Robert Slippens                    |
| 2002              | Robert Slippens                    | Francis de Jager                   | Patrick Kops                       |
| 2003              | Matthé Pronk                       | Patrick Kops                       | Aart Vierhouten                    |
| 2004              | Patrick Kops                       | Jos Pronk                          | Niki Terpstra                      |
| 2005              | Kevin Sluimer                      | Niki Terpstra                      | Patrick Kops                       |
| 2006              | Jos Pronk                          | Jeff Vermeulen                     | Tim van der Zanden                 |
| 2007              | Jeff Vermeulen                     | Geert-Jan Jonkman                  | Raymond Kreder                     |
| 2008              | Tim van der Zanden                 | Reinier Honig                      | Patrick Kos                        |
| 2009              | Raymond Kreder                     | Yoeri Havik                        | Patrick Kos                        |
| 2011 (2 januari)  | Jeff Vermeulen                     | Peter Schep                        | Pim Ligthart                       |
| 2011 (4 december) | Peter Schep                        | Jeff Vermeulen                     | Jesper Asselman                    |
| 2012              | Jeff Vermeulen                     | Kai Reus                           | Bob Stöpler                        |
| 2013              | Yoeri Havik                        | Patrick Kos                        | Bart Harmsen                       |
| 2014              | Yoeri Havik                        | Jesper Asselman                    | André Looij                        |
| 2015              | Wim Stroetinga                     | Jenning Huizenga                   | Roy Pieters                        |
| 2016              | Yoeri Havik                        | Jesper Asselman                    | Roy Pieters                        |
| 2017              | Nick van der Lijke                 | Reinier Honig                      | Maikel Zijlaard                    |
| 2018              | Reinier Honig                      | Maikel Zijlaard                    | Nick van der Lijke                 |
| 2019              | Philip Heijnen                     | Reinier Honig                      | Maikel Zijlaard                    |
| 2020              | geannuleerd vanwege coronapandemie | geannuleerd vanwege coronapandemie | geannuleerd vanwege coronapandemie |
| 2021              | Philip Heijnen                     | Reinier Honig                      | Nick van der Lijke                 |
| 2022              | Philip Heijnen                     | Alexander Konijn                   | Jens Pronk                         |
| 2023              | Reinier Honig                      | Alexander Konijn                   | Sten Verzijl                       |
| 2024              | Yoeri Havik                        | Etienne van Empel                  | Jesper Dijksman                    |

### Keirin
| Jaar | Winnaar                            | Tweede                             | Derde                              |
| ---- | ---------------------------------- | ---------------------------------- | ---------------------------------- |
| 2001 | Martin Benjamin                    | Sebastiaan Baanders                | Raymond Langevoort                 |
| 2002 | Theo Bos                           | Teun Mulder                        | Martin Benjamin                    |
| 2003 | Theo Bos                           | Martin Benjamin                    | Erik Voetman                       |
| 2004 | Theo Bos                           | Teun Mulder                        | Tim Veldt                          |
| 2005 | Tim Veldt                          | Patrick Bos                        | Sebastiaan Baanders                |
| 2006 | Theo Bos                           | Teun Mulder                        | Patrick Bos                        |
| 2007 | Theo Bos                           | Teun Mulder                        | Tim Veldt                          |
| 2008 | Yondi Schmidt                      | Teun Mulder                        | Yorick Bos                         |
| 2009 | Teun Mulder                        | Patrick Bos                        | Jelger Bisschop                    |
| 2010 | Roy van den Berg                   | Patrick Bos                        | Hylke van Grieken                  |
| 2011 | Roy van den Berg                   | Hugo Haak                          | Matthijs Büchli                    |
| 2012 | Hugo Haak                          | Nils van 't Hoenderdaal            | Matthijs Büchli                    |
| 2013 | Matthijs Büchli                    | Hugo Haak                          | Jeffrey Hoogland                   |
| 2014 | Matthijs Büchli                    | Hugo Haak                          | Nils van 't Hoenderdaal            |
| 2015 | Matthijs Büchli                    | Hugo Haak                          | Jeffrey Hoogland                   |
| 2016 | Jeffrey Hoogland                   | Hugo Haak                          | Harrie Lavreysen                   |
| 2017 | Matthijs Büchli                    | Jeffrey Hoogland                   | Carlo Cesar                        |
| 2018 | Harrie Lavreysen                   | Matthijs Büchli                    | Roy van den Berg                   |
| 2019 | Harrie Lavreysen                   | Matthijs Büchli                    | Theo Bos                           |
| 2020 | geannuleerd vanwege coronapandemie | geannuleerd vanwege coronapandemie | geannuleerd vanwege coronapandemie |
| 2021 | Harrie Lavreysen                   | Sam Ligtlee                        | Tijmen van Loon                    |
| 2022 | Harrie Lavreysen                   | Tijmen van Loon                    | Daan Kool                          |
| 2023 | Harrie Lavreysen                   | Jeffrey Hoogland                   | Daan Kool                          |
| 2024 | Harrie Lavreysen                   | Jeffrey Hoogland                   | Daan Kool                          |

### Madison
| Jaar | Winnaar                            | Tweede                              | Derde                               |
| ---- | ---------------------------------- | ----------------------------------- | ----------------------------------- |
| 2003 | Matthé Pronk Jos Pronk             | Gideon de Jong Geert-Jan Jonkman    | Peter Schep Kevin Sluimer           |
| 2004 | Robert Slippens Danny Stam         | Tim van der Zanden Levi Heimans     | Jos Pronk Dirk Peetoom              |
| 2005 |                                    |                                     |                                     |
| 2006 | Wim Stroetinga Niki Terpstra       | Pim Ligthart Jeff Vermeulen         | Aart Vierhouten Kenny van Hummel    |
| 2007 | Wim Stroetinga Niki Terpstra       | Jens Mouris Peter Schep             | Pim Ligthart Jeff Vermeulen         |
| 2008 | Wim Stroetinga Peter Schep         | Nick Stöpler Michael Vingerling     | Arno van der Zwet Geert-Jan Jonkman |
| 2009 | Nick Stöpler Michael Vingerling    | Pim Ligthart Jeff Vermeulen         | Barry Markus Yoeri Havik            |
| 2010 | Theo Bos Peter Schep               | Barry Markus Yoeri Havik            | Dylan van Baarle Nick Stöpler       |
| 2011 | Barry Markus Roy Pieters           | Niki Terpstra Yoeri Havik           | Wim Stroetinga Peter Schep          |
| 2012 | Raymond Kreder Michel Kreder       | Dylan van Baarle Michael Vingerling | Leon van Bon Geert-Jan Jonkman      |
| 2013 | Wim Stroetinga Jens Mouris         | Melvin van Zijl Didier Caspers      | Barry Markus Pim Ligthart           |
| 2014 | Yoeri Havik Dylan van Baarle       | Michel Kreder Raymond Kreder        | Didier Caspers Melvin van Zijl      |
| 2015 | Yoeri Havik Dylan van Baarle       | Jesper Asselman Nick Stöpler        | Michael Vingerling Melvin van Zijl  |
| 2016 | Melvin van Zijl Nick Stopler       | Raymond Kreder Michel Kreder        | Jeff Vermeulen Dion Beukeboom       |
| 2017 | Wim Stroetinga Yoeri Havik         | Dion Beukeboom Jan-Willem van Schip | Raymond Kreder Ramon Sinkeldam      |
| 2018 | Wim Stroetinga Yoeri Havik         | Jan-Willem van Schip Cees Bol       | Pim Ligthart Jesper Asselman        |
| 2019 | Wim Stroetinga Yoeri Havik         | Jan-Willem van Schip Roy Pieters    | Roy Eefting Ryan Schilt             |
| 2020 | geannuleerd vanwege coronapandemie | geannuleerd vanwege coronapandemie  | geannuleerd vanwege coronapandemie  |
| 2021 | Cees Bol Yoeri Havik               | Philip Heijnen Vincent Hoppezak     | Raymond Kreder Ramon Sinkeldam      |
| 2022 | Philip Heijnen Matthijs Büchli     | Casper van Uden Yanne Dorenbos      | Justus Willemsen Elmar Abma         |
| 2023 | Elmar Abma Yanne Dorenbos          | Yoeri Havik Jan Willem van Schip    | Philip Heijnen Vincent Hoppezak     |
| 2024 | Maikel Zijlaard Vincent Hoppezak   | Elmar Abma Yanne Dorenbos           | Cees Bol Philip Heijnen             |

### Omnium
| Jaar     | Winnaar                            | Tweede                             | Derde                              |
| -------- | ---------------------------------- | ---------------------------------- | ---------------------------------- |
| 2006     |                                    |                                    |                                    |
| 2007     |                                    |                                    |                                    |
| 2008     |                                    |                                    |                                    |
| 2009     |                                    |                                    |                                    |
| 2010     | Michael Vingerling                 | Sipke Zijlstra                     | Arno van der Zwet                  |
| 2011     | Roy Eefting                        | Matthijs Büchli                    | Didier Caspers                     |
| 2012     | Michael Vingerling                 | Roy Eefting                        | Arno van der Zwet                  |
| 2013 (1) | Roy Eefting                        | Roy Pieters                        | Patrick Bos                        |
| 2013 (2) | Didier Caspers                     | Patrick Bos                        | Dion Beukeboom                     |
| 2014     | Laurens Veldt                      | Roy Pieters                        | Roy Eefting                        |
| 2015     | Theo Bos                           | Jenning Huizenga                   | Joost van der Burg                 |
| 2016     | Roy Eefting                        | Melvin van Zijl                    | Patrick Bos                        |
| 2017     | Jan-Willem van Schip               | Pim Ligthart                       | Roy Eefting                        |
| 2018     | Roy Pieters                        | Roy Eefting                        | Melvin van Zijl                    |
| 2019     | Jan-Willem van Schip               | Roy Eefting                        | Yoeri Havik                        |
| 2020     | geannuleerd vanwege coronapandemie | geannuleerd vanwege coronapandemie | geannuleerd vanwege coronapandemie |
| 2021     | Vincent Hoppezak                   | Roy Eefting                        | Philip Heijnen                     |
| 2022     | Elmar Abma                         | Alexander Konijn                   | Sten Verzijl                       |
| 2023     | Elmer Abma                         | Sten Verzijl                       | Rik van der Wal                    |
| 2024     | Yoeri Havik                        | Maxime Duba                        | Lance Venema                       |

### Ploegenachtervolging
| Jaar | Winnaar                                                                      | Tweede                                                                    | Derde                                                            |
| ---- | ---------------------------------------------------------------------------- | ------------------------------------------------------------------------- | ---------------------------------------------------------------- |
| 2015 | Jens Mouris Barry Markus André Looij Yentl Ruijmgaard Mel van der Veekens    | Martijn Knoppert Rens Tulner Daan van Sintmaartensdijk Nils Eekhoff       | Jurriaan Vos Marten Kooistra Gino Vierhouten Bas Ottevanger      |
| 2016 | Philip Heijnen Yanne Dorenbos Leco Hendriks Bob Markus                       | Barry Markus André Looij Mel van der Veekens Roy Pieters Yentl Ruijmgaard | Daniel Abraham Gebru Milan Broer Luuk Jansen Marc Veldt          |
| 2017 | Enzo Leijnse Lennart Reijtenbagh Casper van Uden Ruben Buitendijk            | Jeroen van Krimpen Yanne Dorenbos Leco Hendriks Bob Markus Milan Broer    | Daniel Abraham Gebru Niall Tilli Luuk van Gestel Luuk Jansen     |
| 2018 | Leco Hendriks Yanne Dorenbos Casper van Uden Enzo Leijnse                    | Yentl Ruijmgaard Joost van der Burg Dion Beukeboom Roy Pieters            | Leon Ellermann Stijn Hanegraaf Steyn Lamberink Rick Hezeman      |
| 2019 | Casper van Uden Enzo Leijnse Maikel Zijlaard Vincent Hoppezak Philip Heijnen | Roy Duijvesteijn Luuk van Gestel Luuk Jansen Thomas Mijnsbergen           | Loe van Belle Lance Huenders Tristan Kool Wouter van de Weerdhof |
| 2020 | geannuleerd vanwege coronapandemie                                           | geannuleerd vanwege coronapandemie                                        | geannuleerd vanwege coronapandemie                               |
| 2021 | Patrick Bos Timo Fransen Stijn Boersma Martin van de Pol                     | Miquel van Tineleen Maxime Duba Sal Meijers Marijn Schaper                | Christian Evers Chris Kisters Duncan van Norel Kristian Driessen |
| 2022 | Daniel Abraham Patrick Bos Gino Knies Martin van de Pol                      |                                                                           |                                                                  |
| 2023 | Tyler Eyk Jan van Schaik Joeri Schaper Collin Westbroek Liam Witte           | Hidde Buur Jelte Buur Kaj van Diemen Timothy de Koning                    | Guido Jong Niek Ligthart Joop Poland Paul Vriesman               |
| 2024 | Justin de Hart Jesse Klein Justus Willemsen Tyler Eyk                        | Erwin Leijenaar Rik van der Wal Sem van Wijngaarden Levi Oord             | Rymer Rooks Bodhi Klein Max de Lincel Quint Segboer              |

### Puntenkoers
| Jaar | Winnaar                            | Tweede                             | Derde                              |
| ---- | ---------------------------------- | ---------------------------------- | ---------------------------------- |
| 2000 | John den Braber                    | Wilco Zuijderwijk                  | Danny Stam                         |
| 2001 | Robert Slippens                    | John den Braber                    | Matthé Pronk                       |
| 2002 | Wilco Zuijderwijk                  | Danny Stam                         | Matthé Pronk                       |
| 2003 | Matthé Pronk                       | Jos Pronk                          | Peter Schep                        |
| 2004 | Peter Schep                        | Matthé Pronk                       | Danny Stam                         |
| 2005 | Niki Terpstra                      | Wim Stroetinga                     | Geert-Jan Jonkman                  |
| 2006 | Pim Ligthart                       | Arno van der Zwet                  | Sander Lormans                     |
| 2007 | Pim Ligthart                       | Jeff Vermeulen                     | Wim Stroetinga                     |
| 2008 | Wim Stroetinga                     | Peter Schep                        | Jeff Vermeulen                     |
| 2009 | Arno van der Zwet                  | Peter Schep                        | Jeff Vermeulen                     |
| 2010 | Raymond Kreder                     | Roy Pieters                        | Barry Markus                       |
| 2011 | Nick Stopler                       | Tim Veldt                          | Wim Stroetinga                     |
| 2012 | Wim Stroetinga                     | Raymond Kreder                     | Tim Veldt                          |
| 2013 | Raymond Kreder                     | Wim Stroetinga                     | Barry Markus                       |
| 2014 | Didier Caspers                     | Melvin van Zijl                    | Tim Veldt                          |
| 2015 | Wim Stroetinga                     | Pim Ligthart                       | Jesper Asselman                    |
| 2016 | Michel Kreder                      | Patrick Bos                        | Melvin van Zijl                    |
| 2017 | Yoeri Havik                        | Jan-Willem van Schip               | Roy Pieters                        |
| 2018 | Yoeri Havik                        | Jan-Willem van Schip               | Melvin van Zijl                    |
| 2019 | Roy Eefting                        | Philip Heijnen                     | Patrick Bos                        |
| 2020 | geannuleerd vanwege coronapandemie | geannuleerd vanwege coronapandemie | geannuleerd vanwege coronapandemie |
| 2021 | Yoeri Havik                        | Philip Heijnen                     | Yanne Dorenbos                     |
| 2022 | Philip Heijnen                     | Justus Willemsen                   | Yanne Dorenbos                     |
| 2023 | Philip Heijnen                     | Elmar Abma                         | Cees Bol                           |
| 2024 | Vincent Hoppezak                   | Sten Verzijl                       | Yanne Dorenbos                     |

### Scratch
| Jaar | Winnaar                            | Tweede                             | Derde                              |
| ---- | ---------------------------------- | ---------------------------------- | ---------------------------------- |
| 2003 | Peter Schep                        | Matthé Pronk                       | Bastiaan Giling                    |
| 2004 | Wim Stroetinga                     | Robert Slippens                    | Niki Terpstra                      |
| 2005 | Wim Stroetinga                     | Peter Schep                        | Geert-Jan Jonkman                  |
| 2006 | Wim Stroetinga                     | Hans Dekkers                       | Dennis Smit                        |
| 2007 | Niki Terpstra                      | Wim Stroetinga                     | Jeff Vermeulen                     |
| 2008 | Wim Stroetinga                     | Raymond Kreder                     | Tim Veldt                          |
| 2009 | Michael Vingerling                 | Pim Ligthart                       | Jeff Vermeulen                     |
| 2010 | Peter Schep                        | Wim Stroetinga                     | Barry Markus                       |
| 2011 | Tim Veldt                          | Jenning Huizenga                   | Barry Markus                       |
| 2012 | Tim Veldt                          | Jenning Huizenga                   | Barry Markus                       |
| 2013 | Yoeri Havik                        | Nick Stöpler                       | Roy Eefting                        |
| 2014 | Michael Vingerling                 | Dion Beukeboom                     | Wesley Kreder                      |
| 2015 | Roy Pieters                        | Jan-Willem van Schip               | Jesper Asselman                    |
| 2016 | Melvin van Zijl                    | Milan Broer                        | Patrick Bos                        |
| 2017 | Roy Eefting                        | Jan-Willem van Schip               | Wim Stroetinga                     |
| 2018 | Wim Stroetinga                     | Jan-Willem van Schip               | Roy Eefting                        |
| 2019 | Ryan Schilt                        | Roy Pieters                        | Roy Eefting                        |
| 2020 | geannuleerd vanwege coronapandemie | geannuleerd vanwege coronapandemie | geannuleerd vanwege coronapandemie |
| 2021 | Yoeri Havik                        | Vincent Hoppezak                   | Philip Heijnen                     |
| 2022 | Matthijs Büchli                    | Patrick Bos                        | Elmar Abma                         |
| 2023 | Yanne Dorenbos                     | Maikel Zijlaard                    | Philip Heijnen                     |
| 2024 | Yanne Dorenbos                     | Julian Vergouw                     | Lance Venema                       |

### Sprint
| Jaar | Winnaar                            | Tweede                             | Derde                              |
| ---- | ---------------------------------- | ---------------------------------- | ---------------------------------- |
| 1893 | Jaap Eden                          | W.J. Rademakers                    | P.W. Scheltema-Beduim              |
| 1897 | Harie Meijers                      | Marten Kingma                      | Van de Berg                        |
| 1898 | Harie Meijers                      | Gustaf Schilling                   | Henri Gorter                       |
| 1899 | Harie Meijers                      | Jaap Eden                          | Gustaf Schilling                   |
| 1900 | Harie Meijers                      | Gustaf Schilling                   | J. van der Knoop                   |
| 1901 | Gustaf Schilling                   | Jan Mulder                         | P.G. Jansen                        |
| 1902 | Harie Meijers                      | Jan Mulder                         | Jaap Eden                          |
| 1903 | Jan van de Tuyn                    | Jan van Gent                       | G. Roos                            |
| 1904 | Jan van Gent                       | P.G. Jansen                        | J. Hoorn                           |
| 1906 | J.E. Fokkinga                      | Jan Tulleken                       | Reinder Huizinga                   |
| 1907 | Gustaf Schilling                   | Arie Bouma                         | J.E. Fokkinga                      |
| 1908 | J.E. Fokkinga                      | Jan Tulleken                       | Reinder Huizinga                   |
| 1909 | Jan Tulleken                       | Dirk Boulande                      | J.E. Fokkinga                      |
| 1910 | Gustaf Schilling                   | Jan Tulleken                       | J.E. Fokkinga                      |
| 1911 | Arie Bouma                         | Dirk Boulande                      | Jan Tulleken                       |
| 1912 | Jan Tulleken                       | Jan van Gent                       | Louis Didier                       |
| 1913 | John Stol                          | Jan Tulleken                       | Dorus Nijland                      |
| 1914 | John Stol                          | Jan Tulleken                       | Dorus Nijland                      |
| 1915 | Jan Tulleken                       | Jan van Gent                       | Dorus Nijland                      |
| 1916 | Louis Didier                       | Piet Moeskops                      | A. van den Bogaert                 |
| 1917 | Piet Moeskops                      | Piet Straat                        | Jo van Boxtel                      |
| 1918 | John Stol                          | Piet Moeskops                      | Jo van Boxtel                      |
| 1919 | Gerard Leene                       | Piet Moeskops                      | John Stol                          |
| 1920 | Piet Moeskops                      | Piet van Kempen                    | Klaas van Nek                      |
| 1921 | Piet Moeskops                      | Gerard Leene                       | Jo van Boxtel                      |
| 1922 | Jo van Boxtel                      | Jan Tulleken                       | Jan de Crasto                      |
| 1923 | Piet Moeskops                      | Jo van Boxtel                      | Klaas van Nek                      |
| 1924 | Klaas van Nek                      | A. van den Bogaert                 | Willem van Duyn                    |
| 1925 | Piet van Kempen                    | Gerard Leene                       | Klaas van Nek                      |
| 1926 | Gerard Leene                       | Piet Moeskops                      | Klaas van Nek                      |
| 1927 | Piet Moeskops                      | Gerard Leene                       | Jaap Meijer                        |
| 1928 | Gerard Leene                       | Klaas van Nek                      | Jaap Meijer                        |
| 1929 | Piet Moeskops                      | Jaap Meijer                        | Gerard Leene                       |
| 1930 | Piet Moeskops                      | Jaap Meijer                        | Klaas van Nek                      |
| 1931 | Piet Moeskops                      | Jaap Meijer                        | Jan Pijnenburg                     |
| 1932 | Piet Moeskops                      | Jaap Meijer                        | Jan Pijnenburg                     |
| 1933 | Gerard Leene                       | Piet Moeskops                      | Klaas Sliphorst                    |
| 1934 | Jacques van Egmond                 | Gerard Leene                       | Jan van de Heuvel                  |
| 1935 | Jacques van Egmond                 | Arie van der Linden                | Jan van de Heuvel                  |
| 1936 | Jacques van Egmond                 | Arie van der Linden                | Jan van de Heuvel                  |
| 1937 | Arie van Vliet                     | Jacques van Egmond                 | Jan van de Heuvel                  |
| 1938 | Arie van Vliet                     | Jo Kremers                         | Arie van der Linden                |
| 1939 | Arie van Vliet                     | Jef van de Vijver                  | Jacques van Egmond                 |
| 1940 | Arie van Vliet                     | Jan Derksen                        | Jef van de Vijver                  |
| 1941 | Arie van Vliet                     | Jan Derksen                        | Jef van de Vijver                  |
| 1942 | Arie van Vliet                     | Jan Derksen                        | Ben Remkes                         |
| 1943 | Jan Derksen                        | Arie van Vliet                     | Ben Remkes                         |
| 1944 | Ben Remkes                         | Henk Ooms                          | Jef van de Vijver                  |
| 1945 | Arie van Vliet                     | Jan Derksen                        | Chris Kropman                      |
| 1946 | Arie van Vliet                     | Jan Derksen                        | Ben Remkes                         |
| 1947 | Arie van Vliet                     | Jan Derksen                        | Ben Remkes                         |
| 1948 | Arie van Vliet                     | Jan Derksen                        | Ben Remkes                         |
| 1949 | Jan Derksen                        | Arie van Vliet                     | Ben Remkes                         |
| 1950 | Arie van Vliet                     | Jan Derksen                        | Cor Bijster                        |
| 1951 | Arie van Vliet                     | Jan Derksen                        | Cor Bijster                        |
| 1952 | Jan Derksen                        | Arie van Vliet                     | Cor Bijster                        |
| 1953 | Jan Derksen                        | Arie van Vliet                     | Anton van Oers                     |
| 1954 | Jan Derksen                        | Arie van Vliet                     | Noppie Koch                        |
| 1955 | Jan Derksen                        | Arie van Vliet                     | Jan Hijzelendoorn                  |
| 1956 | Arie van Vliet                     | Jan Derksen                        | Adriaan Schotman                   |
| 1957 | Jan Derksen                        | Arie van Vliet                     | Adriaan Schotman                   |
| 1958 | Jan Derksen                        | Adriaan Schotman                   | Frans Mahn                         |
| 1959 | Jan Derksen                        | Adriaan Schotman                   | Joop Captein                       |
| 1960 | Jan Derksen                        | Joop Captein                       | Cor Bijster                        |
| 1961 | Jan Derksen                        | Joop Captein                       | Hennie Marinus                     |
| 1962 | Jan Derksen                        | Joop Captein                       | Hennie Marinus                     |
| 1963 | Jan Derksen                        | Joop Captein                       | Jan Legrand                        |
| 1964 | Joop Captein                       | Rinus Paul                         | Frans Mahn                         |
| 1965 | Joop Captein                       | Aad de Graaf                       | Frans Mahn                         |
| 1966 | Frans Mahn                         | Aad de Graaf                       | Piet van der Touw                  |
| 1967 | Frans Mahn                         | Joop Captein                       | Gerard Koel                        |
| 1968 | Gerard Koel                        | Hennie Marinus                     | Rinus Paul                         |
| 1969 | Gerard Koel                        | Charles Ruikers                    | Albert van Midden                  |
| 1970 | Leijn Loevesijn                    | Gerard Koel                        | Charles Ruikers                    |
| 1971 | Leijn Loevesijn                    | Peter Kisner                       | Gerard Koel                        |
| 1972 | Leijn Loevesijn                    | Ben Janbroers                      |                                    |
| 1973 | Leijn Loevesijn                    | Klaas Balk                         |                                    |
| 1974 | Leijn Loevesijn                    | Gerrie Fens                        | Klaas Balk                         |
| 1975 | Leijn Loevesijn                    | Gerrie Fens                        | Ben van der Putten                 |
| 1976 | Leijn Loevesijn                    | Gerrie Fens                        | Piet van der Touw                  |
| 1977 | Jan Huisjes                        | Wim de Wilde                       | Piet van der Touw                  |
| 1978 | Jan de Jong                        | Bert Scheuneman                    | Herman Smit                        |
| 1979 | Laurens Veldt                      | Sjaak Pieters                      | Louis Zieleman                     |
| 1980 | Theo Smit                          | Sylvester Aarts                    | Peter Heeren                       |
| 1983 | Reinier Valkenburg                 | Jerry Venderink                    | Rik Ruiter                         |
| 1984 | Jerry Venderink                    | Henk van Beusekom                  | Sjaak Pieters                      |
| 1994 | Dirk Jan van Hameren               | Rene Vink                          | Jurgen Denekamp                    |
| 1995 | Jurgen Denekamp                    | Raymond Langevoort                 | Marco van Bon                      |
| 1996 | Rene Vink                          | Martin Benjamin                    | Floris Klunder                     |
| 1997 | Rene Vink                          | Martin Benjamin                    | Floris Klunder                     |
| 1998 | Martin Benjamin                    | Floris Klunder                     | Raymond Langevoort                 |
| 1999 | Martin Benjamin                    | Floris Klunder                     | Cisco Pels                         |
| 2000 |                                    |                                    |                                    |
| 2001 | Teun Mulder                        | Teun Mulder                        | Martin Benjamin                    |
| 2002 | Theo Bos                           | Teun Mulder                        | Martin Benjamin                    |
| 2003 | Theo Bos                           | Martin Benjamin                    | Tim Veldt                          |
| 2004 | Theo Bos                           | Teun Mulder                        | Tim Veldt                          |
| 2005 | Teun Mulder                        | Tim Veldt                          | Sebastiaan Baanders                |
| 2006 | Theo Bos                           | Teun Mulder                        | Tim Veldt                          |
| 2007 | Theo Bos                           | Teun Mulder                        | Tim Veldt                          |
| 2008 | Teun Mulder                        | Yondi Schmidt                      | Patrick Bos                        |
| 2009 | Teun Mulder                        | Michael Vingerling                 | Patrick Bos                        |
| 2010 | Roy van den Berg                   | Hugo Haak                          | Hylke van Grieken                  |
| 2011 | Teun Mulder                        | Hugo Haak                          | Roy van den Berg                   |
| 2012 | Matthijs Büchli                    | Hugo Haak                          | Hylke van Grieken                  |
| 2013 | Hugo Haak                          | Jeffrey Hoogland                   | Matthijs Büchli                    |
| 2014 | Matthijs Büchli                    | Hugo Haak                          | Jeffrey Hoogland                   |
| 2015 | Theo Bos                           | Roy van den Berg                   | Matthijs Büchli                    |
| 2016 | Jeffrey Hoogland                   | Harrie Lavreysen                   | Hugo Haak                          |
| 2017 | Matthijs Büchli                    | Harrie Lavreysen                   | Theo Bos                           |
| 2018 | Matthijs Büchli                    | Jeffrey Hoogland                   | Harrie Lavreysen                   |
| 2019 | Matthijs Büchli                    | Jeffrey Hoogland                   | Harrie Lavreysen                   |
| 2020 | geannuleerd vanwege coronapandemie | geannuleerd vanwege coronapandemie | geannuleerd vanwege coronapandemie |
| 2021 | Harrie Lavreysen                   | Sam Ligtlee                        | Tijmen van Loon                    |
| 2022 | Harrie Lavreysen                   | Tijmen van Loon                    | Daan Kool                          |
| 2023 | Harrie Lavreysen                   | Jeffrey Hoogland                   | Daan Kool                          |
| 2024 | Harrie Lavreysen                   | Tijmen van Loon                    | Daan Kool                          |

### Stayeren
| Jaar               | Winnaar                            | Tweede                             | Derde                              |
| ------------------ | ---------------------------------- | ---------------------------------- | ---------------------------------- |
| 1915               | Jan van Gent                       | Cor Blekemolen                     | Piet Dickentman                    |
| 1919               | Jan Snoek                          | Cor Blekemolen                     | Jo van Boxtel                      |
| 1920               | Cor Blekemolen                     | Jan Snoek                          | Teun Vermeer                       |
| 1921               | Jan Snoek                          | Piet Dickentman                    | Teun Vermeer                       |
| 1922               | Koos Storm                         | Cor Blekemolen                     | Piet Dickentman                    |
| 1923               | Koos Storm                         | John Schlebaum                     | Piet Dickentman                    |
| 1924               | Jan Snoek                          | Cor Blekemolen                     | Koos Storm                         |
| 1925               | Jan Snoek                          | John Schlebaum                     | Frans Leddy                        |
| 1926               | John Schlebaum                     | Cor Blekemolen                     | Jan Snoek                          |
| 1927               | Jan Snoek                          | Frans Leddy                        | Cor Blekemolen                     |
| 1928               | Jan Snoek                          | Henk Asberg                        | Leo Leene                          |
| 1929               | Frans Leddy                        | Tinus van der Wulp                 | John Schlebaum                     |
| 1930               | John Schlebaum                     | Tinus van der Wulp                 | Cor Blekemolen                     |
| 1931               | Cor Blekemolen                     | Frans Leddy                        | Bertus de Graaf                    |
| 1932               | John Schlebaum                     | Jan Snoek                          | Cor Blekemolen                     |
| 1933               | Bertus de Graaf                    | Jan Snoek                          | Frans Leddy                        |
| 1934               | Frans Leddy                        | Frans Lorie                        | Jan Snoek                          |
| 1935               | Tinus van der Wulp                 | Henk Alkema                        | Wim Buis                           |
| 1936               | Henk Alkema                        | Jan Snoek                          | George Pelser                      |
| 1937               | Jan Snoek                          | Piet van Kempen                    | Bertus de Graaf                    |
| 1938               | Cor Wals                           | Groenewegen                        | Henk Alkema                        |
| 1939               | Cor Wals                           | Jan Bosland                        | Cor Bakker                         |
| 1940               | Adrie Zwartepoorte                 | Jan Bosland                        | Aad van Amsterdam                  |
| 1941               | Cor Wals                           | Aad van Amsterdam                  | Cor Bakker                         |
| 1944               | Aad van Amsterdam                  | Ben van der Voort                  | Cor Bakker                         |
| 1945               | Jan Pronk                          | Ben van der Voort                  | Cor Bakker                         |
| 1946               | Ben van der Voort                  | Cor Bakker                         | Ben Remkes                         |
| 1947               | Jan Pronk                          | Cor Bakker                         | Cor de Best                        |
| 1948               | Jan Pronk                          | Cor Bakker                         | Cor de Best                        |
| 1949               | Cor Bakker                         | Jan Pronk                          | Cor de Best                        |
| 1950               | Jan Pronk                          | Cor Bakker                         | Cor de Best                        |
| 1951               | Jan Pronk                          | Cor Bakker                         | Cor de Best                        |
| 1952               | Jan Pronk                          | Cor Bakker                         | Cor de Best                        |
| 1953               | Cor de Best                        | Cor Bijster                        | Cor Bakker                         |
| 1954               | Jan Pronk                          | Wout Wagtmans                      | Joop Kunst                         |
| 1955               | Jan Pronk                          | Noppie Koch                        | Wout Wagtmans                      |
| 1956               | Jan Pronk                          | Martin Wierstra                    | Noppie Koch                        |
| 1957               | Martin Wierstra                    | Wil Vreeswijk                      | Jan Pronk                          |
| 1958               | Wout Wagtmans                      | Martin Wierstra                    | Harm Smits                         |
| 1959               | Noppie Koch                        | Wil Vreeswijk                      | Wout Wagtmans                      |
| 1960               | Martin Wierstra                    | Arie van Houwelingen               | Noppie Koch                        |
| 1961               | Martin Wierstra                    | Arie van Houwelingen               | Joop Stakenburg                    |
| 1962               | Noppie Koch                        | Leen van der Meulen                | Martin Wierstra                    |
| 1963               | Noppie Koch                        | Hennie Marinus                     | Joop Captein                       |
| 1964               | Hennie Marinus                     | Jan Legrand                        | Wim van Est                        |
| 1965               | Jaap Oudkerk                       | Piet van der Lans                  | Jan Legrand                        |
| 1966               | Jan Legrand                        | Piet van der Lans                  | Jaap Oudkerk                       |
| 1967               | Jaap Oudkerk                       | Hennie Marinus                     | Jan Legrand                        |
| 1968               | Piet de Wit                        | Piet van der Lans                  | Jaap Oudkerk                       |
| 1969               | Piet de Wit                        | Jaap Oudkerk                       | Rinus Paul                         |
| 1970               | Piet de Wit                        | Jaap Oudkerk                       | Piet van der Lans                  |
| 1971               | Cees Stam                          | Jaap Oudkerk                       | Piet de Wit                        |
| 1972               | Cees Stam                          | Jaap Oudkerk                       | Piet de Wit                        |
| 1973               | Cees Stam                          | Piet de Wit                        | Nico Been                          |
| 1974               | Cees Stam                          | Nico Been                          | Harry van Leeuwen                  |
| 1975               | Nico Been                          | Fred Rompelberg                    | Jan Breur                          |
| 1976               | Martin Venix                       | René Pijnen                        | Jan Breur                          |
| 1977               | Fred Rompelberg                    | Cees Stam                          | Martin Venix                       |
| 1978               | Cees Stam                          | Martin Venix                       | Nico Been                          |
| 1979               | Martin Venix                       | Fred Rompelberg                    | Nico Been                          |
| 1980               | Martin Venix                       | René Kos                           | Martin Rietveld                    |
| 1981               | René Kos                           | Martin Venix                       | Martin Rietveld                    |
| 1982               | René Kos                           | Martin Venix                       | Martin Havik                       |
| 1984               | René Kos                           | Martin Venix                       | Cees Priem                         |
| 1985               | René Kos                           | Mathieu Hermans                    | Cees Priem                         |
| 1994               | Ronald Rol                         | Tommy Post                         | Edwin Vrauwdeunt                   |
| 1995               | Ronald Rol                         | Ton Zwirs                          | Edwin Vrauwdeunt                   |
| 1996               | Ronald Rol                         | Edwin Vrauwdeunt                   | Patrick de Boer                    |
| 1997               | Ronald Rol                         | Patrick Kops                       | Patrick de Boer                    |
| 1998               | Ronald Rol                         | Patrick Kops                       | Remco Boonstoppel                  |
| 1999               | Patrick Kops                       | Ronald Rol                         | Raymond Rol                        |
| 2000               | Raymond Rol                        | Ronald Rol                         | Patrick Kops                       |
| 2001               | Raymond Rol                        | Patrick Kops                       | Erik Bos                           |
| 2002               | Patrick Kops                       | Raymond Rol                        | Francis De Jager                   |
| 2003               | Patrick Kops                       | Raymond Rol                        | Francis De Jager                   |
| 2004               | Raymond Rol                        | Patrick Kops                       | Reinier Honig                      |
| 2005               | Reinier Honig                      | Patrick Kops                       | Tim Van Der Zanden                 |
| 2006               | Reinier Honig                      | Tim Van Der Zanden                 | Patrick Kops                       |
| 2007               | Reinier Honig                      | Raymond Rol                        | Patrick Kops                       |
| 2008               | Reinier Honig                      | Tim Van Der Zanden                 | Raymond Rol                        |
| 2009               | Patrick Kos                        | Tim Van Der Zanden                 | Patrick Besteman                   |
| 2010               | Patrick Kos                        | Matthé Pronk                       | Bob Stöpler                        |
| 2012 (24 januari)  | Matthé Pronk                       | Jos Pronk                          | Patrick Kos                        |
| 2012 (23 december) | Matthé Pronk                       | Patrick Kos                        | Raymond Rol                        |
| 2013               | Patrick Kos                        | Matthé Pronk                       | Dex Groen                          |
| 2015               | Patrick Kos                        | Dex Groen                          | Raymond Rol                        |
| 2016               | Patrick Kos                        | Jeroen Kaldenbach                  | Dex Groen                          |
| 2017               | Reinier Honig                      | Patrick Kos                        | Jeroen Kaldenbach                  |
| 2018               | Reinier Honig                      | Jeroen Kaldenbach                  | Luuk Jansen                        |
| 2019               | Reinier Honig                      | Ocko Geserick                      | Luuk Jansen                        |
| 2020               | Reinier Honig                      | Steven Stenekes                    | Ocko Geserick                      |
| 2021               | geannuleerd vanwege coronapandemie | geannuleerd vanwege coronapandemie | geannuleerd vanwege coronapandemie |
| 2022               | Reinier Honig                      | Etienne van Empel                  | Ocko Geserick                      |
| 2023               | Serginho Wilshaus                  | Reinier Honig                      | Etienne van Empel                  |
| 2024               | Reinier Honig                      | Serginho Wilshaus                  | Glenn van Nierop                   |

### Tandem
| Jaar | Winnaar                           | Tweede                     | Derde                           |
| ---- | --------------------------------- | -------------------------- | ------------------------------- |
| 1986 | Henk van Beusekom Jerry Venderink | Ivan Détant Thierry Détant | Ralph Greupink Ronald Pothuizen |

### Teamsprint
| Jaar | Winnaar                                                  | Tweede                                                    | Derde                                                       |
| ---- | -------------------------------------------------------- | --------------------------------------------------------- | ----------------------------------------------------------- |
| 2014 |                                                          |                                                           |                                                             |
| 2015 | Jeffrey Hoogland Matthijs Büchli Harrie Lavreysen        | Theo Bos Teun Mulder Tim Veldt                            | Roy van den Berg Hugo Haak Sam Ligtlee                      |
| 2016 | Nils van 't Hoenderdaal Hugo Haak Jeffrey Hoogland       | Sam Ligtlee Carlo Cesar Harrie Lavreysen                  | Yorik Bos Mark bakker Patrick Bos                           |
| 2017 | Matthijs Büchli Theo Bos Roy van den Berg                | Nils van 't Hoenderdaal Jeffrey Hoogland Harrie Lavreysen | Koen van der Wijst Joël Zuidema Carlo Cesar                 |
| 2018 | Matthijs Büchli Theo Bos Roy van den Berg                | Joël Zuidema Harrie Lavreysen Sam Ligtlee                 | Nils van ’t Hoenderdaal Stephan Habets Jeffrey Hoogland     |
| 2019 | Sam Ligtlee Yorik Wever Koen van der Wijst               | Gino Knies Daan Kool Tijmen van Loon                      | Mark Bakker Tony Boon Yorick Bos                            |
| 2020 | geannuleerd vanwege coronapandemie                       | geannuleerd vanwege coronapandemie                        | geannuleerd vanwege coronapandemie                          |
| 2021 | Sam Ligtlee Theo Bos Tijmen van Loon                     | Gino Knies Daan Kool Tony Boon Lars Romijn                | Stef Hollander Loris Leneman Martijn Klop                   |
| 2022 | Sam Ligtlee Tijmen van Loon Lars Romijn                  | Daan Kool Mike Krabbenborg Loris Leneman                  | Mauro Ambrawo Stef Hollander Martijn Klop                   |
| 2023 | Loris Leneman Tijmen van Loon Lars Romijn                | Julian Bijsterbosch Tim Goossens Casper Pipers            | Mauro Ambrawo Mike Krabbenborg Duncan van Norel Rymer Rooks |
| 2024 | Daan Kool Tijmen van Loon Mike Krabbenborg Loris Leneman | Stijn Geluk Duncan van Norel Lars Romijn                  | Jeffrey Maerten Thijs van Leeuwen Jasper van den Ende       |

### Tijdrit 1 km
| Jaar | Winnaar                            | Tweede                             | Derde                              |
| ---- | ---------------------------------- | ---------------------------------- | ---------------------------------- |
| 1994 | Dirk Jan van Hameren               | Rene Vink                          | Robert Slippens                    |
| 1995 | Dirk Jan van Hameren               | Robert Slippens                    | Floris Klunder                     |
| 1996 | Robert Slippens                    | Dirk Jan van Hameren               | Rene Vink                          |
| 1997 | Robert Slippens                    | Richard Rozendaal                  | Rene Vink                          |
| 1998 | Robert Slippens                    | Martijn Lust                       | Vincent Spierings                  |
| 1999 | Robert Slippens                    | Martijn Lust                       | John den Braber                    |
| 2000 | Robert Slippens                    | Teun Mulder                        | Jens Mouris                        |
| 2001 | Teun Mulder                        | Robert Slippens                    | Jan Bos                            |
| 2002 | Teun Mulder                        | Theo Bos                           | Jan Bos                            |
| 2003 | Theo Bos                           | Tim Veldt                          | Martin Benjamin                    |
| 2004 | Teun Mulder                        | Tim Veldt                          | Levi Heimans                       |
| 2005 | Tim Veldt                          | Teun Mulder                        | Levi Heimans                       |
| 2006 | Tim Veldt                          | Yondi Schmidt                      | Patrick Bos                        |
| 2007 | Tim Veldt                          | Yondi Schmidt                      | Jens Mouris                        |
| 2008 | Teun Mulder                        | Yondi Schmidt                      | Tim Veldt                          |
| 2009 | Teun Mulder                        | Tim Veldt                          | Michael Vingerling                 |
| 2010 | Tim Veldt                          | Hugo Haak                          | Yondi Schmidt                      |
| 2011 | Teun Mulder                        | Matthijs Büchli                    | Yondi Schmidt                      |
| 2012 | Hugo Haak                          | Theo Bos                           | Yondi Schmidt                      |
| 2013 | Hugo Haak                          | Jeffrey Hoogland                   | Matthijs Büchli                    |
| 2014 | Matthijs Büchli                    | Hugo Haak                          | Nils van 't Hoenderdaal            |
| 2015 | Theo Bos                           | Jeffrey Hoogland                   | Roy Eefting                        |
| 2016 | Carlo Cesar                        | Sam Ligtlee                        | Stephan Habets                     |
| 2017 | Harrie Lavreysen                   | Sam Ligtlee                        | Carlo Cesar                        |
| 2018 | Roy van den Berg                   | Sam Ligtlee                        | Stephan Habets                     |
| 2019 | Theo Bos                           | Sam Ligtlee                        | Carlo Cesar                        |
| 2020 | geannuleerd vanwege coronapandemie | geannuleerd vanwege coronapandemie | geannuleerd vanwege coronapandemie |
| 2021 | Tijmen van Loon                    | Daan Kool                          | Lars Romijn                        |
| 2022 | Tijmen van Loon                    | Lars Romijn                        | Daan Kool                          |
| 2023 | Harrie Lavreysen                   | Daan Kool                          | Tijmen van Loon                    |
| 2024 | Jeffrey Hoogland                   | Daan Kool                          | Lars Romijn                        |

## Erelijst vrouwen

### Achtervolging
| Jaar | Winnaar                            | Tweede                             | Derde                              |
| ---- | ---------------------------------- | ---------------------------------- | ---------------------------------- |
| 1968 | Keetie van Oosten-Hage             | Janny Smulders-Jonkers             |                                    |
| 1969 | Keetie van Oosten-Hage             | Nelleke Van Dijk                   | Elly Helder                        |
| 1970 | Keetie van Oosten-Hage             | Bella Hage                         | Truus Smulders                     |
| 1971 | Keetie van Oosten-Hage             | Willy Kwantes                      | Gré Donker                         |
| 1972 | Keetie van Oosten-Hage             | Willy Kwantes                      | Minie Brinkhoff                    |
| 1973 | Keetie van Oosten-Hage             | Willy Kwantes                      | Minie Brinkhoff                    |
| 1974 | Keetie van Oosten-Hage             | Willy Kwantes                      | Minie Brinkhoff                    |
| 1975 | Keetie van Oosten-Hage             | Anne Riemersma                     | Tineke Fopma                       |
| 1976 | Keetie van Oosten-Hage             | Anne Riemersma                     | Corry Fridsma                      |
| 1977 | Keetie van Oosten-Hage             | Anne Riemersma                     | Willy Kwantes                      |
| 1978 | Anne Riemersma                     | Keetie van Oosten-Hage             | Petra de Bruin                     |
| 1979 | Anne Riemersma                     | Hennie Top                         | Petra de Bruin                     |
| 1980 | Anne Riemersma                     | Petra de Bruin                     | Monique Kaufmann                   |
| 1981 | Petra de Bruin                     | Monique Kaufmann                   | Hennie Top                         |
| 1982 | Hennie Top                         | Petra de Bruin                     | Thea van Rijnsoever                |
| 1983 | Monique Kaufmann                   | Petra de Bruin                     | Mieke Havik                        |
| 1984 | Mieke Havik                        |                                    |                                    |
| 1985 | Petra de Bruin                     | Monique Kaufmann                   | Linda van de Berg                  |
| 1986 | Linda van de Berg                  | Petra de Bruin                     | Monique Kaufmann                   |
| 1987 | Petra de Bruin                     | Linda van de Berg                  | Gré Tijmes                         |
| 1988 |                                    |                                    |                                    |
| 1989 | Petra de Bruin                     | Esther Van Verseveld               | Linda van de Berg                  |
| 1990 | Leontien van Moorsel               |                                    |                                    |
| 1991 | Leontien van Moorsel               | Ingrid Haringa                     | Monique Knol                       |
| 1992 | Leontien van Moorsel               | Ingrid Haringa                     | Petra Grimbergen                   |
| 1993 | Maria Jongeling                    | Ingrid Haringa                     | Petra Grimbergen                   |
| 1994 | Maria Jongeling                    |                                    | Saskia van de Maat                 |
| 1995 | Maria Jongeling                    | Jet Jongeling                      | Mariëlle van Scheppingen           |
| 1996 | Ingrid Haringa                     | Jet Jongeling                      | Mariëlle van Scheppingen           |
| 1997 | Leontien van Moorsel               | Karin Leine                        | Anouska van der Zee                |
| 1998 | Leontien van Moorsel               | Anouska van der Zee                | Mariëlle van Scheppingen           |
| 1999 | Leontien van Moorsel               | Anouska van der Zee                | Marije Gemser                      |
| 2000 | Leontien van Moorsel               | Anouska van der Zee                | Debby Mansveld                     |
| 2001 | Leontien van Moorsel               | Mariëlle van Scheppingen           | Anouska van der Zee                |
| 2002 | Leontien van Moorsel               | Anouska van der Zee                | Vera Koedooder                     |
| 2003 | Adrie Visser                       | Vera Koedooder                     | Loes Gunnewijk                     |
| 2004 | Adrie Visser                       | Marlijn Binnendijk                 | Vera Koedooder                     |
| 2005 | Adrie Visser                       | Marlijn Binnendijk                 | Roxane Knetemann                   |
| 2006 | Vera Koedooder                     | Marlijn Binnendijk                 | Ellen van Dijk                     |
| 2007 | Ellen van Dijk                     | Marianne Vos                       | Kirsten Wild                       |
| 2008 | Ellen van Dijk                     | Kirsten Wild                       | Vera Koedooder                     |
| 2009 | Kirsten Wild                       | Vera Koedooder                     | Amy Pieters                        |
| 2010 | Ellen van Dijk                     | Kirsten Wild                       | Vera Koedooder                     |
| 2011 | Ellen van Dijk                     | Kirsten Wild                       | Amy Pieters                        |
| 2012 | Kirsten Wild                       | Amy Pieters                        | Laura van der Kamp                 |
| 2013 | Kirsten Wild                       | Amy Pieters                        | Winanda Spoor                      |
| 2014 | Kirsten Wild                       | Amy Pieters                        | Winanda Spoor                      |
| 2015 | Kirsten Wild                       | Amy Pieters                        | Judith Bloem                       |
| 2016 | Kirsten Wild                       | Marjolein van 't Geloof            | Michelle de Graaf                  |
| 2017 | Amy Pieters                        | Loes Adegeest                      | Michelle de Graaf                  |
| 2018 | Amy Pieters                        | Loes Adegeest                      | Marjolein van 't Geloof            |
| 2019 | Amy Pieters                        | Juliet Eickhof                     | Michelle de Graaf                  |
| 2020 | geannuleerd vanwege coronapandemie | geannuleerd vanwege coronapandemie | geannuleerd vanwege coronapandemie |
| 2021 | Daniek Hengeveld                   | Juliet Eickhof                     | Tessa Dijksman                     |
| 2022 | Marit Raaijmakers                  | Lisa van Belle                     | Tessa Dijksman                     |
| 2023 | Mischa Bredewold                   | Marjolein van 't Geloof            | Juliet Eickhof                     |
| 2024 | Mischa Bredewold                   | Lisa van Belle                     | Juliet Eickhof                     |

### Afvalkoers
| Jaar | Winnaar           | Tweede            | Derde                   |
| ---- | ----------------- | ----------------- | ----------------------- |
| 2021 | Marit Raaijmakers | Daniek Hengeveld  | Amber van der Hulst     |
| 2022 | Lorena Wiebes     | Nina Kessler      | Marjolein van 't Geloof |
| 2023 | Lorena Wiebes     | Marit Raaijmakers | Juliet Eickhof          |
| 2024 | Marit Raaijmakers | Lorena Wiebes     | Maike van der Duin      |

### Derny
| Jaar | Winnaar                            | Tweede                             | Derde                              |
| ---- | ---------------------------------- | ---------------------------------- | ---------------------------------- |
| 2014 | Nicky Zijlaard                     | Bianca Lust                        | Kelly Markus                       |
| 2015 | Marit Raaijmakers                  | Winanda Spoor                      | Merel Hofman                       |
| 2016 |                                    |                                    |                                    |
| 2017 | Marit Raaijmakers                  | Nina Kessler                       | Lily Schuitemaker                  |
| 2018 | Tessa Dijksman                     | Kirstie van Haaften                | Eline van Rooijen                  |
| 2019 | Marit Raaijmakers                  | Marjolein van 't Geloof            | Minke Bakker                       |
| 2020 | geannuleerd vanwege coronapandemie | geannuleerd vanwege coronapandemie | geannuleerd vanwege coronapandemie |
| 2021 | Tessa Dijksman                     | Eline van Rooijen                  | Maaike Brandwagt                   |
| 2022 | Maike van der Duin                 | Eline van Rooijen                  | Tessa Dijksman                     |
| 2023 | Juliet Eickhof                     | Maaike Brandwagt                   | Marjolein van 't Geloof            |
| 2024 | Eline van Rooijen                  | Juliet Eickhof                     | Maaike Brandwagt                   |

### Keirin
| Jaar | Winnaar                            | Tweede                             | Derde                              |
| ---- | ---------------------------------- | ---------------------------------- | ---------------------------------- |
| 2003 | Yvonne Hijgenaar                   | Bertine Spijkerman                 | Kristy Miggels                     |
| 2004 | Yvonne Hijgenaar                   | Kristy Miggels                     | Willy Kanis                        |
| 2005 | Yvonne Hijgenaar                   | Kristy Miggels                     | Cindy Groen                        |
| 2006 | Willy Kanis                        | Nina Kessler                       | Yvonne Baltus                      |
| 2007 | Willy Kanis                        | Yvonne Hijgenaar                   | Nina Kessler                       |
| 2008 | Willy Kanis                        | Nina Kessler                       | Anneloes Stoelwinder               |
| 2009 | Willy Kanis                        | Agnes Ronner                       | Yvonne Hijgenaar                   |
| 2010 | Willy Kanis                        | Yvonne Hijgenaar                   | Nina Kessler                       |
| 2011 | Willy Kanis                        | Yvonne Hijgenaar                   | Shanne Braspennincx                |
| 2012 | Elis Ligtlee                       | Yvonne Hijgenaar                   | Shanne Braspennincx                |
| 2013 | Shanne Braspennincx                | Elis Ligtlee                       | Melanie Klement                    |
| 2014 | Elis Ligtlee                       | Shanne Braspennincx                | Yesna Rijkhoff                     |
| 2015 | Laurine van Riessen                | Elis Ligtlee                       | Haliegh Dolman                     |
| 2016 | Hetty van de Wouw                  | Kyra Lamberink                     | Laurine van Riessen                |
| 2017 | Laurine van Riessen                | Steffie van der Peet               | Hetty van de Wouw                  |
| 2018 | Laurine van Riessen                | Hetty van de Wouw                  | Steffie van der Peet               |
| 2019 | Shanne Braspennincx                | Steffie van der Peet               | Lorena Wiebes                      |
| 2020 | geannuleerd vanwege coronapandemie | geannuleerd vanwege coronapandemie | geannuleerd vanwege coronapandemie |
| 2021 | Laurine van Riessen                | Hetty van de Wouw                  | Lonneke Geraerts                   |
| 2022 | Steffie van der Peet               | Kimberly Kalee                     | Caroline Groot                     |
| 2023 | Lonneke Geraerts                   | Kimberly Kalee                     | Ruby Huisman                       |
| 2024 | Steffie van der Peet               | Lonneke Geraerts                   | Kimberly Kalee                     |

### Madison
| Jaar | Winnaar                              | Tweede                                | Derde                                   |
| ---- | ------------------------------------ | ------------------------------------- | --------------------------------------- |
| 2006 |                                      |                                       |                                         |
| 2007 |                                      |                                       |                                         |
| 2008 |                                      |                                       |                                         |
| 2009 | Kirsten Wild Vera Koedooder          | Roxane Knetemann Amy Pieters          | Winanda Spoor Lotte van Hoek            |
| 2010 | Roxane Knetemann Amy Pieters         | Ellen van Dijk Vera Koedooder         | Nina Kessler Winanda Spoor              |
| 2011 | Ellen van Dijk Kirsten Wild          | Kelly Markus Amy Pieters              | Vera Koedooder Winanda Spoor            |
| 2012 | Marianne Vos Roxane Knetemann        | Laura van der Kamp Kirsten Wild       | Amy Pieters Kelly Markus                |
| 2013 | Kelly Markus Amy Pieters             | Winanda Spoor Kirsten Wild            | Vera Koedooder Roxane Knetemann         |
| 2014 | Kelly Markus Amy Pieters             | Nina Kessler Nicky Zijlaard           | Winanda Spoor Sigrid Jochems            |
| 2015 | Kirsten Wild Nina Kessler            | Kelly Markus Amy Pieters              | Roxane Knetemann Vera Koedooder         |
| 2016 | Kirsten Wild Nina Kessler            | Kelly Markus Winanda Spoor            | Bente van Teeseling Amber van der Hulst |
| 2017 | Kirsten Wild Nina Kessler            | Amy Pieters Roxane Knetemann          | Marit Raaijmakers Mylène de Zoete       |
| 2018 | Kirsten Wild Amy Pieters             | Phaedra Krol Marjolein van 't Geloof  | Roxane Knetemann Marit Raaijmakers      |
| 2019 | Kirsten Wild Amy Pieters             | Amber van der Hulst Marit Raaijmakers | Mylène de Zoete Bente van Teeseling     |
| 2020 | geannuleerd vanwege coronapandemie   | geannuleerd vanwege coronapandemie    | geannuleerd vanwege coronapandemie      |
| 2021 | Nina Kessler Marjolein van 't Geloof | Amber van der Hulst Daniek Hengeveld  | Marit Raaijmakers Lorena Wiebes         |
| 2022 | Lorena Wiebes Marit Raaijmakers      | Charlotte Eickhof Mylène de Zoete     | Nina Kessler Marjolein van 't Geloof    |
| 2023 | Marit Raaijmakers Lorena Wiebes      | Lisa van Belle Babette van der Wolf   | Yuli van der Molen Nienke Veenhoven     |
| 2024 | Marit Raaijmakers Lorena Wiebes      | Lisa van Belle Maike van der Duin     | Marjolein van 't Geloof Nina Kessler    |

### Omnium
| Jaar     | Winnaar                            | Tweede                             | Derde                              |
| -------- | ---------------------------------- | ---------------------------------- | ---------------------------------- |
| 1976     | Marijke Lagerlöf                   | Anne Riemersma                     | Tineke Fopma                       |
| 1977     | Anne Riemersma                     | Keetie van Oosten-Hage             | Els Koolloos                       |
| 1979     | Keetie van Oosten-Hage             | Anne Riemersma                     | Petra de Bruin                     |
| 1981     | Sandra de Neef                     | Petra de Bruin                     | Mieke Havik                        |
| 1982     | Mieke Havik                        | Connie Meijer                      | Petra de Bruin                     |
| 1983     | Mieke Havik                        | Connie Meijer                      | Wendy Lisser                       |
| 1988     | Petra de Bruin                     | Monique de Bruin                   | Linda van de Berg                  |
| 1989     | Esther van Verseveld               | Petra de Bruin                     | Linda van de Berg                  |
| 1996     | Ingrid Haringa                     | Debby Mansveld                     | Karin Leine                        |
| 2010     | Vera Koedooder                     | Ellen van Dijk                     | Yvonne Hijgenaar                   |
| 2011     | Marie-Louise Konkelaar             | Laura van der Kamp                 | Birgitta Roos                      |
| 2012     | Kirsten Wild                       | Amy Pieters                        | Laura van der Kamp                 |
| 2013 (1) | Winanda Spoor                      | Bianca Lust                        | Haliegh Dolman                     |
| 2013 (2) | Kirsten Wild                       | Winanda Spoor                      | Kelly Markus                       |
| 2014     | Kirsten Wild                       | Nina Kessler                       | Winanda Spoor                      |
| 2015     | Judith Bloem                       | Marjolein van 't Geloof            | Kelly Markus                       |
| 2016     | Nina Kessler                       | Kelly Markus                       | Vera Koedooder                     |
| 2017     | Kirsten Wild                       | Amy Pieters                        | Nina Kessler                       |
| 2018     | Kirstie van Haaften                | Lorena Wiebes                      | Amber van der Hulst                |
| 2019     | Kirsten Wild                       | Amy Pieters                        | Nina Kessler                       |
| 2020     | geannuleerd vanwege coronapandemie | geannuleerd vanwege coronapandemie | geannuleerd vanwege coronapandemie |
| 2021     | Mylène de Zoete                    | Marit Raaijmakers                  | Juliet Eickhof                     |
| 2022     | Lorena Wiebes                      | Mylène de Zoete                    | Tessa Dijksman                     |
| 2023     | Juliet Eickhof                     | Nienke Veenhoven                   | Lisa van Belle                     |
| 2024     | Lorena Wiebes                      | Marit Raaijmakers                  | Lonneke Uneken                     |

### Ploegenachtervolging
| Jaar | Winnaar                                                                           | Tweede                                                                                         | Derde                                                                     |
| ---- | --------------------------------------------------------------------------------- | ---------------------------------------------------------------------------------------------- | ------------------------------------------------------------------------- |
| 2015 | Kelly Markus Winanda Spoor Amy Pieters Vera Koedooder                             | Marjolein van 't Geloof Judith Bloem Merel Hofman Nina Kessler                                 | Bente van Teeseling Amber van der Hulst Mylène de Zoete Marit Raaijmakers |
| 2016 | Kelly Markus Winanda Spoor Nina Kessler Vera Koedooder                            | Lily Schuitemaker Amber van der Hulst Mylène de Zoete Bente van Teeseling                      | Melanie Klement Michelle de Graaf Judith Bloem Nadia Stappenbelt          |
| 2017 | Marjolein van 't Geloof Maaike Brandwagt Tessa Dijksman Phaedra Krol              | Juliet Eickhof Judith Bloem Melanie Klement Michelle de Graaf                                  | Joan de Bruyn Sanne de Jonge Maike van der Duin Tamara de Graaf           |
| 2018 | Mylène de Zoete Bente van Teeseling Kirstie van Haaften Amber van der Hulst       | Kelly Markus Amy Pieters Riejanne Markus Winanda Spoor                                         | Phaedra Krol Marjolein van 't Geloof Maaike Brandwagt Tessa Dijksman      |
| 2019 | Mylène de Zoete Bente van Teeseling Kirstie van Haaften Amber van der Hulst       | Maaike Brandwagt Tessa Dijksman Michelle de Graaf Daniek Hengeveld                             | Eva Bijwaard Maike van der Duin Melanie Klement Phaedra Krol              |
| 2020 | geannuleerd vanwege coronapandemie                                                | geannuleerd vanwege coronapandemie                                                             | geannuleerd vanwege coronapandemie                                        |
| 2021 | geannuleerd vanwege te weinig deelnemers                                          | geannuleerd vanwege te weinig deelnemers                                                       | geannuleerd vanwege te weinig deelnemers                                  |
| 2022 | Lorena Wiebes Marit Raaijmakers Nina Kessler Babette van der Wolf Mylène de Zoete | Marjolein van 't Geloof Daniek Hengeveld Lonneke Uneken Kirstie van Haaften Yuli van der Molen | [ 3 ]                                                                     |
| 2023 | geannuleerd vanwege te weinig deelnemers                                          | geannuleerd vanwege te weinig deelnemers                                                       | geannuleerd vanwege te weinig deelnemers                                  |
| 2024 | geannuleerd vanwege te weinig deelnemers                                          | geannuleerd vanwege te weinig deelnemers                                                       | geannuleerd vanwege te weinig deelnemers                                  |

### Puntenkoers
| Jaar | Winnaar                            | Tweede                             | Derde                              |
| ---- | ---------------------------------- | ---------------------------------- | ---------------------------------- |
| 1989 | Angelique Jekel-Greupink           | Petra de Bruin                     | Mary Van Gaalen                    |
| 1990 | Cyntha Lutke Schipholt             |                                    |                                    |
| 1991 | Petra de Bruin                     | Ingrid Haringa                     | Astrid Schop                       |
| 1992 | Ingrid Haringa                     | Leontien van Moorsel               | Petra de Bruin                     |
| 1993 | Ingrid Haringa                     | Maria Jongeling                    | Petra de Bruin                     |
| 1994 | Ingrid Haringa                     | Maria Jongeling                    | Natascha den Ouden                 |
| 1995 | Ingrid Haringa                     | Margaretha Groen                   | Judith van der Burg                |
| 1996 | Ingrid Haringa                     | Debby Mansveld                     | Karin Leine                        |
| 1997 | Ingrid Haringa                     | Leontien van Moorsel               | Karin Leine                        |
| 1998 | Leontien van Moorsel               | Sissy van Alebeek                  | Debby Mansveld                     |
| 1999 | Leontien van Moorsel               | Debby Mansveld                     | Anouska van der Zee                |
| 2000 | Leontien van Moorsel               | Debby Mansveld                     | Janneke Vos                        |
| 2001 | Leontien van Moorsel               | Mirella van Melis                  | Mariëlle van Scheppingen           |
| 2002 | Leontien van Moorsel               | Vera Koedooder                     | Sissy van Alebeek                  |
| 2003 | Adrie Visser                       | Loes Gunnewijk                     | Vera Koedooder                     |
| 2004 | Adrie Visser                       | Marlijn Binnendijk                 | Kristy Miggels                     |
| 2005 | Adrie Visser                       | Marlijn Binnendijk                 | Roxane Knetemann                   |
| 2005 | Adrie Visser                       | Marlijn Binnendijk                 | Roxane Knetemann                   |
| 2005 | Adrie Visser                       | Marlijn Binnendijk                 | Roxane Knetemann                   |
| 2006 | Adrie Visser                       | Marlijn Binnendijk                 | Vera Koedooder                     |
| 2007 | Marianne Vos                       | Marlijn Binnendijk                 | Chantal Blaak                      |
| 2008 | Vera Koedooder                     | Kirsten Wild                       | Nina Kessler                       |
| 2009 | Roxane Knetemann                   | Eva Heijmans                       | Kirsten Wild                       |
| 2010 | Kirsten Wild                       | Amy Pieters                        | Ellen van Dijk                     |
| 2011 | Kirsten Wild                       | Amy Pieters                        | Roxane Knetemann                   |
| 2012 | Roxane Knetemann                   | Kirsten Wild                       | Vera Koedooder                     |
| 2013 | Kirsten Wild                       | Amy Pieters                        | Judith Bloem                       |
| 2014 | Kirsten Wild                       | Amy Pieters                        | Nina Kessler                       |
| 2015 | Vera Koedooder                     | Roxane Knetemann                   | Amy Pieters                        |
| 2016 | Kirsten Wild                       | Vera Koedooder                     | Judith Bloem                       |
| 2017 | Marjolein van 't Geloof            | Roxane Knetemann                   | Marit Raaijmakers                  |
| 2018 | Kirsten Wild                       | Amy Pieters                        | Amber van der Hulst                |
| 2019 | Amy Pieters                        | Kirstie van Haaften                | Nina Kessler                       |
| 2020 | geannuleerd vanwege coronapandemie | geannuleerd vanwege coronapandemie | geannuleerd vanwege coronapandemie |
| 2021 | Daniek Hengeveld                   | Juliet Eickhof                     | Marit Raaijmakers                  |
| 2022 | Marit Raaijmakers                  | Lonneke Uneken                     | Marjolein van 't Geloof            |
| 2023 | Marit Raaijmakers                  | Juliet Eickhof                     | Lorena Wiebes                      |
| 2024 | Lorena Wiebes                      | Nina Kessler                       | Marjolein van 't Geloof            |

### Scratch
| Jaar | Winnaar                            | Tweede                             | Derde                              |
| ---- | ---------------------------------- | ---------------------------------- | ---------------------------------- |
| 2003 | Adrie Visser                       | Kristy Miggels                     | Vera Koedooder                     |
| 2004 | Adrie Visser                       | Kristy Miggels                     | Vera Koedooder                     |
| 2005 | Adrie Visser                       | Marlijn Binnendijk                 | Roxane Knetemann                   |
| 2006 | Adrie Visser                       | Suzanne van Veen                   | Marlijn Binnendijk                 |
| 2007 | Marianne Vos                       | Ellen van Dijk                     | Elise van Hage                     |
| 2008 | Kirsten Wild                       | Adrie Visser                       | Elise van Hage                     |
| 2009 | Natalie van Gogh                   | Eva Heijmans                       | Adriene Snijder                    |
| 2010 | Winanda Spoor                      | Roxane Knetemann                   | Ellen van Dijk                     |
| 2011 | Kirsten Wild                       | Natalie van Gogh                   | Roxane Knetemann                   |
| 2012 | Kirsten Wild                       | Kelly Markus                       | Amy Pieters                        |
| 2013 | Kirsten Wild                       | Amy Pieters                        | Roxane Knetemann                   |
| 2014 | Winanda Spoor                      | Kirsten Wild                       | Kelly Markus                       |
| 2015 | Amy Pieters                        | Kirsten Wild                       | Kelly Markus                       |
| 2016 | Kirsten Wild                       | Marjolein van 't Geloof            | Nina Kessler                       |
| 2017 | Kirsten Wild                       | Marjolein van 't Geloof            | Lorena Wiebes                      |
| 2018 | Kirsten Wild                       | Amy Pieters                        | Lorena Wiebes                      |
| 2019 | Lorena Wiebes                      | Nina Kessler                       | Maike van der Duin                 |
| 2020 | geannuleerd vanwege coronapandemie | geannuleerd vanwege coronapandemie | geannuleerd vanwege coronapandemie |
| 2021 | Amber van der Hulst                | Marit Raaijmakers                  | Marjolein van 't Geloof            |
| 2022 | Lorena Wiebes                      | Marjolein van 't Geloof            | Nina Kessler                       |
| 2023 | Lorena Wiebes                      | Nienke Veenhoven                   | Marjolein van 't Geloof            |
| 2024 | Lorena Wiebes                      | Lonneke Uneken                     | Lisa van Belle                     |

### Sprint
| Jaar | Winnaar                            | Tweede                             | Derde                              |
| ---- | ---------------------------------- | ---------------------------------- | ---------------------------------- |
| 1969 | Anneke Lute                        | Elly Helder                        | Janny Smulders-Jonkers             |
| 1970 | Eef Helder                         | Truus van der Plaat                | Anneke Lute                        |
| 1971 | Anneke Lute                        | Truus van der Plaat                | Willy Kwantes                      |
| 1972 | Minie Brinkhoff                    | Anneke Lute                        | Willy Kwantes                      |
| 1973 | Willy Kwantes                      | Minie Brinkhoff                    | Gré Donker                         |
| 1974 | Minie Brinkhoff                    | Truus van der Plaat                | Gré Donker                         |
| 1975 | Marijke Lagerlöf                   | Truus van der Plaat                | Anne Riemersma                     |
| 1976 | Marijke Lagerlöf                   | Gré Donker                         | Nita van Vliet                     |
| 1977 | Marijke Lagerlöf                   | Truus van der Plaat                | Anne Riemersma                     |
| 1978 | Truus van der Plaat                | Anne Riemersma                     | Petra de Bruin                     |
| 1979 | Marijke Lagerlöf                   | Truus van der Plaat                | Petra de Bruin                     |
| 1980 | Sandra de Neef                     | Truus van der Plaat                | Mieke Havik                        |
| 1981 | Erica Oomen                        | Sandra de Neef                     | Wil Bezemer                        |
| 1982 | Erica Oomen                        | Connie Meijer                      | Mieke Havik                        |
| 1983 | Sandra de Neef                     | Mieke Havik                        | Erica Oomen                        |
| 1984 | Mieke Havik                        | Rita Timpers                       | Brigitte Jekel                     |
| 1985 | Henriette Vos                      | Rita Timpers                       | Natasha Faas                       |
| 1986 | Monique Knol                       | Cyntha Lutke Schipholt             | Mieke Havik                        |
| 1987 | Gré Tijmes                         | Monique Knol                       | Cyntha Lutke Schipholt             |
| 1988 | Cora de Vries                      | Gré Tijmes                         |                                    |
| 1989 | Cora de Vries                      | Esther Van Verseveld               | Gré Tijmes                         |
| 1990 | Petra Grimbergen                   | Cora de Vries                      |                                    |
| 1991 | Ingrid Haringa                     | Francis Moraal                     | Cora de Vries                      |
| 1992 | Ingrid Haringa                     | Francis Moraal                     | Babs Bijlsma                       |
| 1993 | Ingrid Haringa                     | Maria Jongeling                    | Debby Mansveld                     |
| 1994 | Ingrid Haringa                     | Henriette Vos                      | Bea den Bakker                     |
| 1995 | Ingrid Haringa                     | Natasja Lieftink                   | Ellen de Weert                     |
| 1996 | Ingrid Haringa                     | Debby Mansveld                     | Sissy van Alebeek                  |
| 1997 | Ingrid Haringa                     | Sissy van Alebeek                  | Jose Laan                          |
| 1998 | Mirella van Melis                  | Elke Zijlstra                      | Jose Laan                          |
| 1999 | Mirella van Melis                  | Jose Laan                          | Kristy Miggels                     |
| 2000 | Sonja van Kuik                     | Sissy van Alebeek                  | Ellen de Weert                     |
| 2001 | Ingrid Haringa                     | Yvonne Hijgenaar                   | Mirella van Melis                  |
| 2002 | Yvonne Hijgenaar                   | Vera Koedooder                     | Sabrina Raaijmakers                |
| 2003 | Yvonne Hijgenaar                   | Willy Kanis                        | Bertine Spijkerman                 |
| 2004 | Yvonne Hijgenaar                   | Willy Kanis                        | Cindy Groen                        |
| 2005 | Yvonne Hijgenaar                   | Willy Kanis                        | Cindy Groen                        |
| 2006 | Willy Kanis                        | Sigrid Jochems                     | Yvonne Baltus                      |
| 2007 | Willy Kanis                        | Yvonne Hijgenaar                   | Anneloes Stoelwinder               |
| 2008 | Willy Kanis                        | Agnes Ronner                       | Lieke Klaus                        |
| 2009 | Willy Kanis                        | Yvonne Hijgenaar                   | Agnes Ronner                       |
| 2010 | Willy Kanis                        | Yvonne Hijgenaar                   | Lieke Klaus                        |
| 2011 | Yvonne Hijgenaar                   | Willy Kanis                        | Shanne Braspennincx                |
| 2012 | Yvonne Hijgenaar                   | Elis Ligtlee                       | Yesna Rijkhoff                     |
| 2013 | Elis Ligtlee                       | Yesna Rijkhoff                     | Shanne Braspennincx                |
| 2014 | Elis Ligtlee                       | Yesna Rijkhoff                     | Shanne Braspennincx                |
| 2015 | Laurine van Riessen                | Elis Ligtlee                       | Kyra Lamberink, Haliegh Dolman     |
| 2016 | Laurine van Riessen                | Shanne Braspennincx                | Hetty van de Wouw                  |
| 2017 | Laurine van Riessen                | Elis Ligtlee                       | Shanne Braspennincx                |
| 2018 | Laurine van Riessen                | Kyra Lamberink                     | Steffie van der Peet               |
| 2019 | Laurine van Riessen                | Shanne Braspennincx                | Steffie van der Peet               |
| 2020 | geannuleerd vanwege coronapandemie | geannuleerd vanwege coronapandemie | geannuleerd vanwege coronapandemie |
| 2021 | Laurine van Riessen                | Steffie van der Peet               | Hetty van de Wouw                  |
| 2022 | Steffie van der Peet               | Kimberly Kalee                     | Ruby Huisman                       |
| 2023 | Kimberly Kalee                     | Lonneke Geraerts                   | Caroline Groot                     |
| 2024 | Steffie van der Peet               | Kimberly Kalee                     | Lonneke Geraerts                   |

### Teamsprint
| Jaar | Winnaar                                               | Tweede                                                     | Derde                                                       |
| ---- | ----------------------------------------------------- | ---------------------------------------------------------- | ----------------------------------------------------------- |
| 2013 |                                                       |                                                            |                                                             |
| 2014 |                                                       |                                                            |                                                             |
| 2015 | Elis Ligtlee Hetty van de Wouw                        | Janne Tiktak Laurine van Riessen                           | Kyra Lamberink Mirthe Lamberink                             |
| 2016 | Shanne Braspennincx Kyra Lamberink                    | Steffie van der Peet Hetty van de Wouw                     | Wietske Bloemhof Haliegh Dolman                             |
| 2017 | Kyra Lamberink Elis Ligtlee                           | Hetty van de Wouw Steffie van der Peet                     | Laurine van Riessen Imke Brommer                            |
| 2018 | Hetty van de Wouw Kyra Lamberink                      | Laurine van Riessen Elis Ligtlee                           | Steffie van der Peet Shanne Braspennincx                    |
| 2019 | Lonneke Geraerts Kimberly Kalee                       | Aniek van den Aarsen Maud Adriaansen                       | Tanja van der Drift Eden Hoogschagen                        |
| 2020 | geannuleerd vanwege coronapandemie                    | geannuleerd vanwege coronapandemie                         | geannuleerd vanwege coronapandemie                          |
| 2021 | Kyra Lamberink Steffie van der Peet Hetty van de Wouw | Kimberly Kalee Merle van Benthem Lonneke Geraerts          | Caroline Groot Ruby Huisman Juliet Eickhof                  |
| 2022 | Kyra Lamberink Kimberly Kalee Ruby Huisman            | Merle van Benthem Lonneke Geraerts Caroline Groot          | Lorena Wiebes Femke Markus Marit Raaijmakers                |
| 2023 | Lonneke Geraerts Caroline Groot Renske van Santvoort  | Carolien van Herrikhuyzen Yiran van 't Oosten Jade Wuurman | Mirthe Boneschansker Jasmijn van Hellemondt Indy van Velzen |
| 2024 | Lonneke Geraerts Judy Baauw Anne Bos                  | Carolien van Herrikhuyzen Yiran van 't Oosten Phaedra Krol | Mirthe Boneschansker Esmee Blok Britt Jeucken               |

### Tijdrit 500 m
| Jaar | Winnaar                            | Tweede                             | Derde                              |
| ---- | ---------------------------------- | ---------------------------------- | ---------------------------------- |
| 1995 | Ingrid Haringa                     | Maria Jongeling                    | Jet Jongeling                      |
| 1996 | Ingrid Haringa                     | Jet Jongeling                      | Debby Mansveld                     |
| 1997 | Ingrid Haringa                     | Sissy van Alebeek                  | Debby Mansveld                     |
| 1998 | Mirella van Melis                  | Debby Mansveld                     | Jose Laan                          |
| 1999 | Debby Mansveld                     | Mirella van Melis                  | Jose Laan                          |
| 2000 | Debby Mansveld                     | Elke Zijlstra                      | Sissy van Alebeek                  |
| 2001 | Yvonne Hijgenaar                   | Ingrid Haringa                     | Mirella van Melis                  |
| 2002 | Yvonne Hijgenaar                   | Adrie Visser                       | Vera Koedooder                     |
| 2003 | Yvonne Hijgenaar                   | Willy Kanis                        | Bertine Spijkerman                 |
| 2004 | Yvonne Hijgenaar                   | Willy Kanis                        | Marlijn Binnendijk                 |
| 2005 | Yvonne Hijgenaar                   | Willy Kanis                        | Cindy Groen                        |
| 2006 | Willy Kanis                        | Lianne Wagtho                      | Sigrid Jochems                     |
| 2007 | Yvonne Hijgenaar                   | Anneloes Stoelwinder               | Agnes Ronner                       |
| 2008 | Willy Kanis                        | Agnes Ronner                       | Anneloes Stoelwinder               |
| 2009 | Willy Kanis                        | Yvonne Hijgenaar                   | Agnes Ronner                       |
| 2010 | Willy Kanis                        | Yvonne Hijgenaar                   | Laura van der Kamp                 |
| 2011 | Willy Kanis                        | Yvonne Hijgenaar                   | Laura van der Kamp                 |
| 2012 | Yvonne Hijgenaar                   | Elis Ligtlee                       | Shanne Braspennincx                |
| 2013 | Elis Ligtlee                       | Shanne Braspennincx                | Yesna Rijkhoff                     |
| 2014 | Elis Ligtlee                       | Shanne Braspennincx                | Yesna Rijkhoff                     |
| 2015 | Laurine van Riessen                | Elis Ligtlee                       | Kyra Lamberink                     |
| 2016 | Kyra Lamberink                     | Shanne Braspennincx                | Laurine van Riessen                |
| 2017 | Kyra Lamberink                     | Laurine van Riessen                | Shanne Braspennincx                |
| 2018 | Kyra Lamberink                     | Laurine van Riessen                | Shanne Braspennincx                |
| 2019 | Shanne Braspennincx                | Kyra Lamberink                     | Steffie van der Peet               |
| 2020 | geannuleerd vanwege coronapandemie | geannuleerd vanwege coronapandemie | geannuleerd vanwege coronapandemie |
| 2021 | Steffie van der Peet               | Kyra Lamberink                     | Hetty van de Wouw                  |
| 2022 | Kimberly Kalee                     | Lonneke Geraerts                   | Nienke Dullemond                   |
| 2023 | Kimberly Kalee                     | Lonneke Geraerts                   | Ruby Huisman                       |
| 2024 | Kimberly Kalee                     | Steffie van der Peet               | Lonneke Geeraerts                  |

2006 · 2007 · 2008 · 2009 · 2010 · 2011 · 2012 · 2013 · 2014 · 2015 · 2016 · 2017 · 2018 · 2019 · 2020 · 2021 · 2022 · 2023 · 2024 · 2025